# Mini F56
Die dritte Generation des britischen Kleinwagens Mini innerhalb der deutschen Gruppe BMW, interne Bezeichnung F55, F56 und F57, wurde im November 2013 auf der LA Auto Show vorgestellt. Das neue Modell wurde wie sein Vorgänger in Oxford gefertigt und darüber hinaus auch ab Juli 2014 zusätzlich bei VDL NedCar in Born. Im Januar 2018 und im März 2021 erfolgten Modellpflegen. Das Nachfolgemodell wurde im Februar 2024 als Dreitürer (F66), im Juni 2024 als Fünftürer (F65) und im Oktober 2024 als Cabriolet (F67) vorgestellt und basiert auf der gleichen Plattform. Optisch ähnelt es dem elektrischen Mini J01, der jedoch gemeinsam mit Great Wall Motor entwickelt wurde.

## Neuerungen und technische Details
Der Luftwiderstandsbeiwert (cw) des Wagens konnte unter anderem durch einen glatt verkleideten Boden auf 0,28 beziehungsweise 0,31 beim MINI Cooper S reduziert werden; ihre Stirnfläche beträgt 2,07 m².
Kühlergrill und Rückleuchten wurden vergrößert. Geändert wurde das Tagfahrlicht. Bei den bislang gegen Aufpreis erhältlichen LED-Scheinwerfern bildet es nun einen 4/5-Ring um das Abblendlicht. Diese Ausstattung umfasst auch Rücklichter mit LED-Elementen.
Im EuroNCAP-Crashtest erreichte der Dreitürer 2014 (und in den Folgejahren) vier von fünf Sternen.
Die Motoren stammen alle aus dem neuen Motorenbaukasten von BMW und erfüllen die EU6-Abgasnorm.
Der Baukasten enthält auch Otto- und Dieselmotoren mit drei Zylindern, siehe dazu die Tabellen der Technischen Daten.
Vorn hat der Wagen eine „Eingelenk-Federbeinachse“, das heißt, die Räder sind einzeln an MacPherson-Federbeinen und Dreieckslenkern aufgehängt. Der Dreieckslenker unten bei der „Eingelenkachse“ ist nicht wie in den teureren Modellen in zwei einzelne Lenkerstäbe aufgelöst. Das Schwenklager ist aus Aluminium, Querlenker und Fahrschemel aus hochfestem Stahl; die Hinterachse ist eine platzsparende Mehrlenkerkonstruktion in Leichtbauweise. Für alle Modelle ist gegen Aufpreis eine Dämpfungsregelung „Dynamische Dämpfer Control“ verfügbar.
Das zentrale Tachometer in der Armaturentafel ersetzte BMW durch ein neues Multimedia-System mit integriertem Ambilight; seine Farbe hängt von der aktuellen Fahrzeug- oder Bedienungssituation ab, beispielsweise grün verlaufend bei aktivem Start-Stopp-System, orange verlaufend beim Erhöhen der Radiolautstärke.
Ab Oktober 2014 wurde eine fünftürige Version mit der internen Bezeichnung F55 angeboten. Die relativ erfolglosen Modelle Coupé und Roadster wurden 2015 ersatzlos vom Markt genommen, das neue Mini Cabrio (F57) kam im März 2016 auf den Markt. Für Letzteres wurde als Sonderausstattung („Mini Yours“) ein Union Jack als Struktur über die ganze waagerechte Verdeckfläche angeboten.

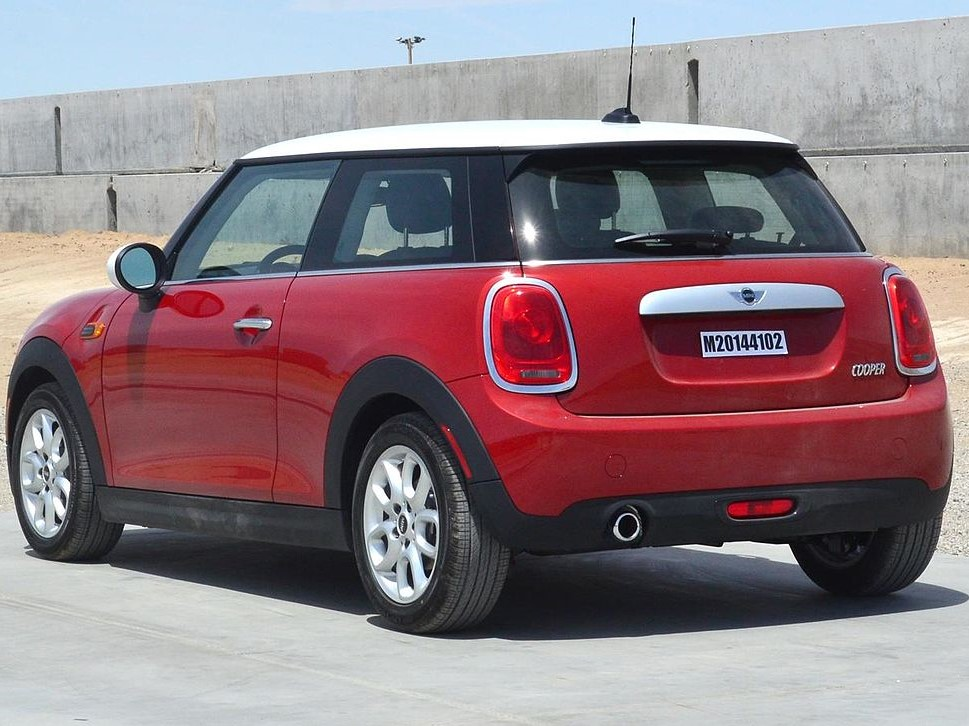
Heckansicht
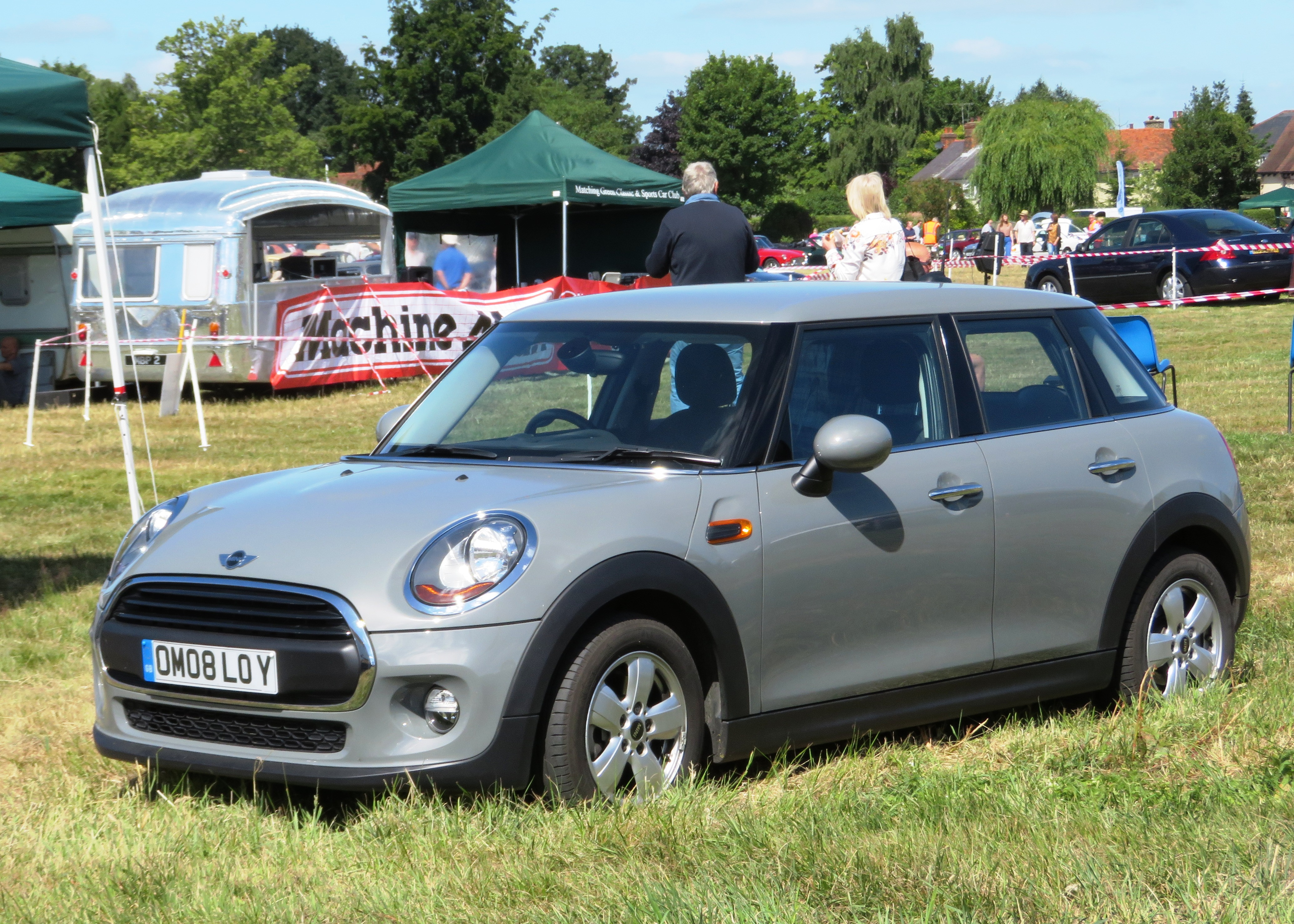
Fünftürer (F55, 2014–2018) ohne LED-Scheinwerfer
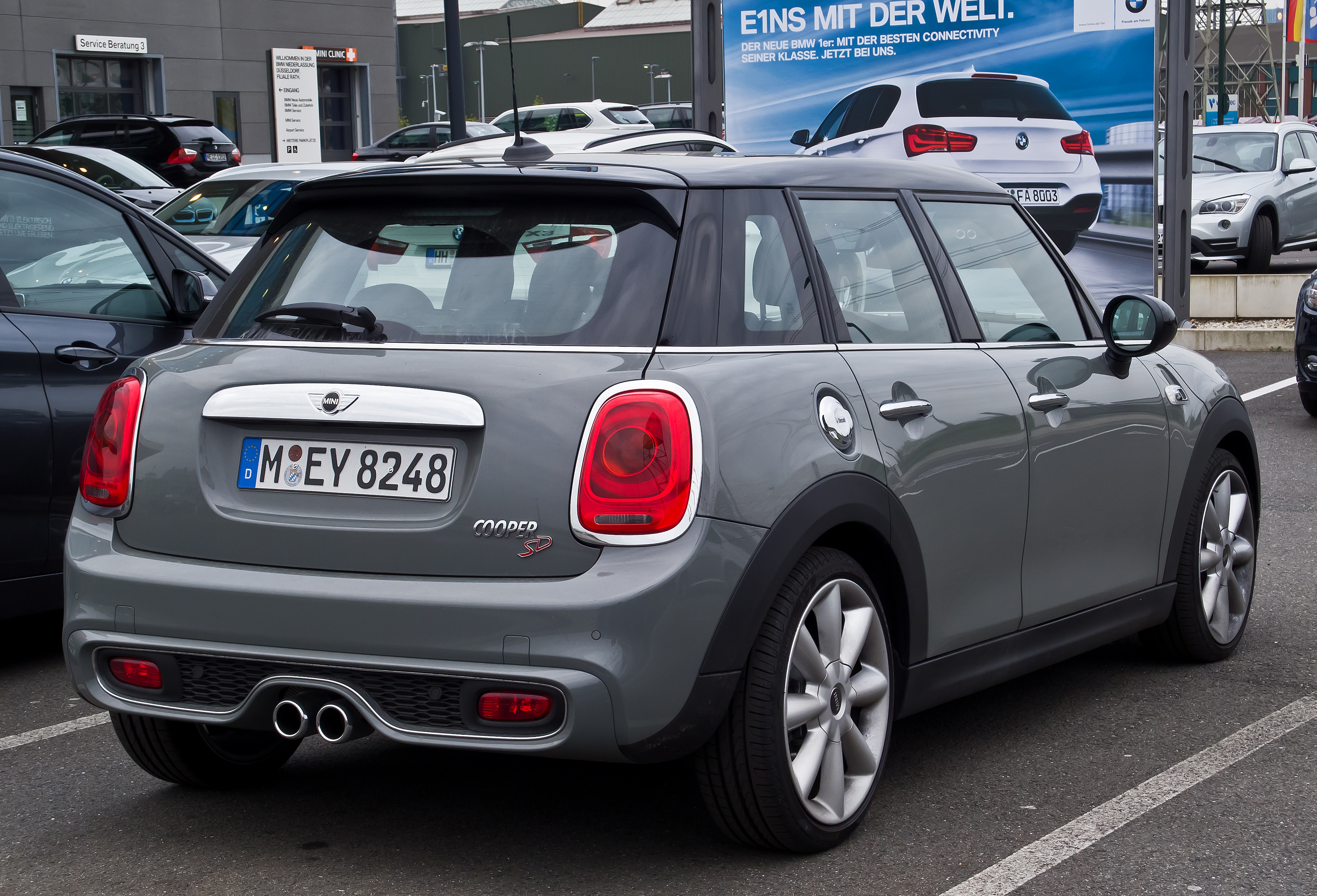
Heckansicht mit LED-Rückleuten (Design bis 2018)
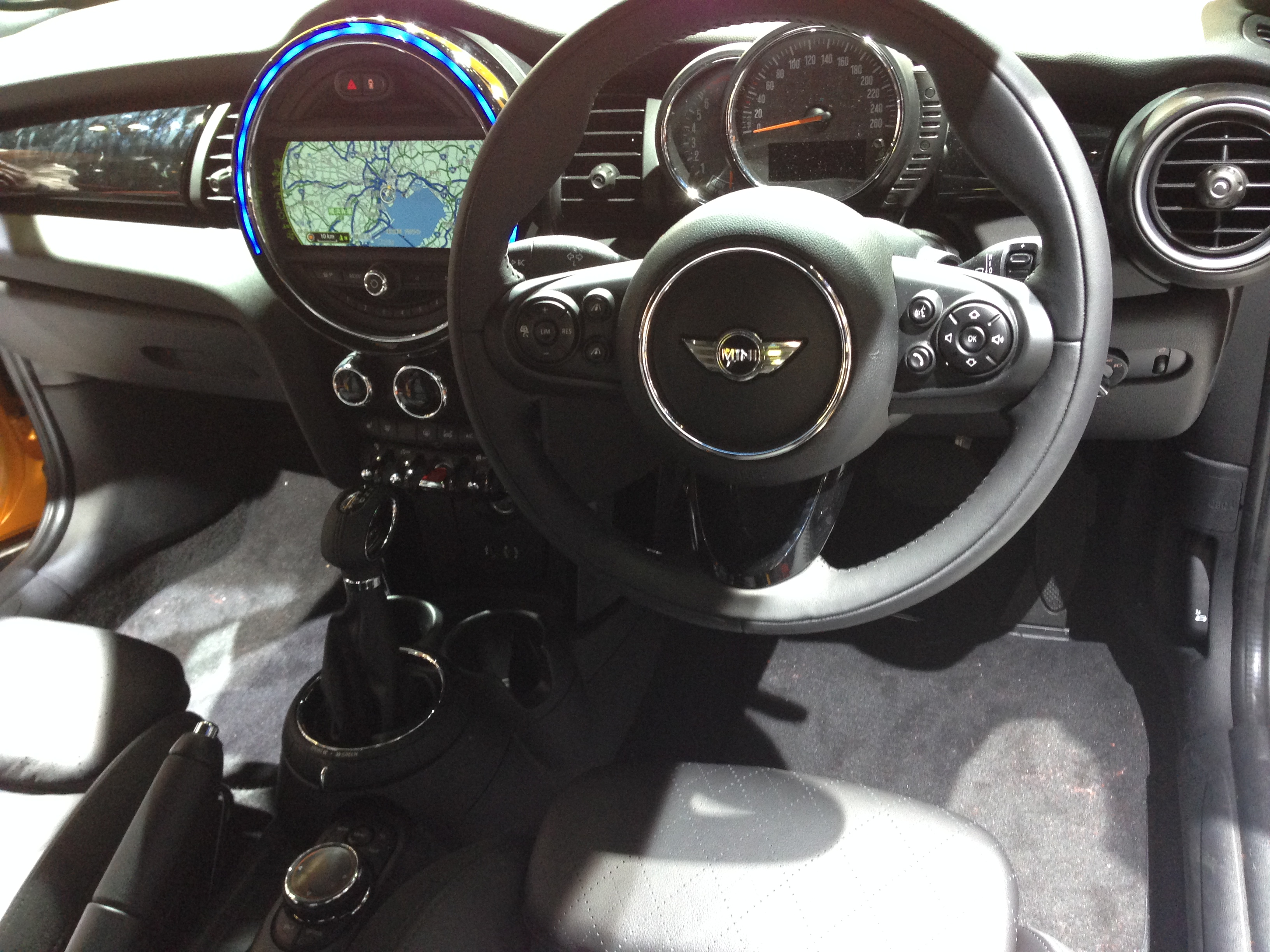
Cockpit mit Ambilight
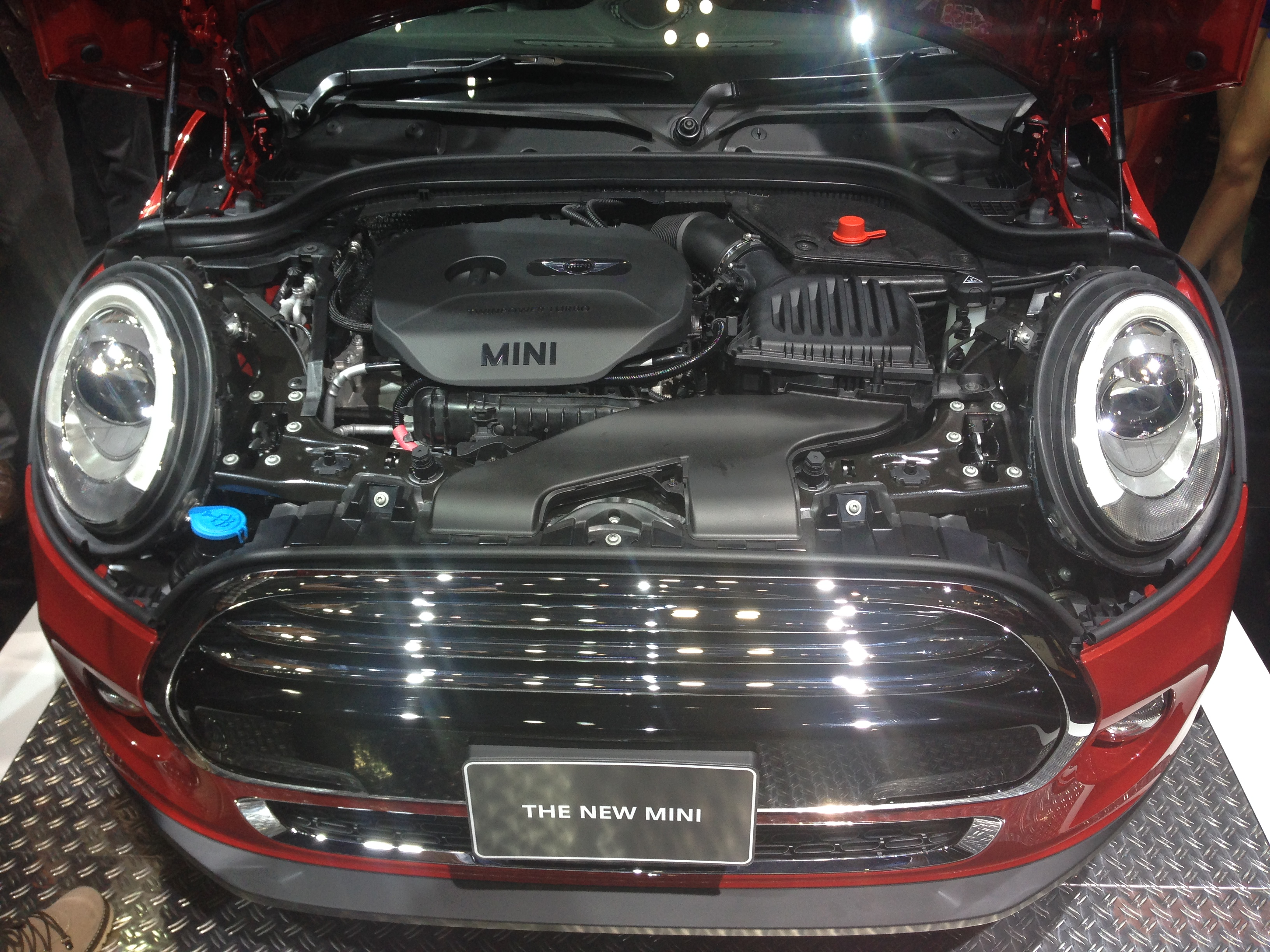
Motor
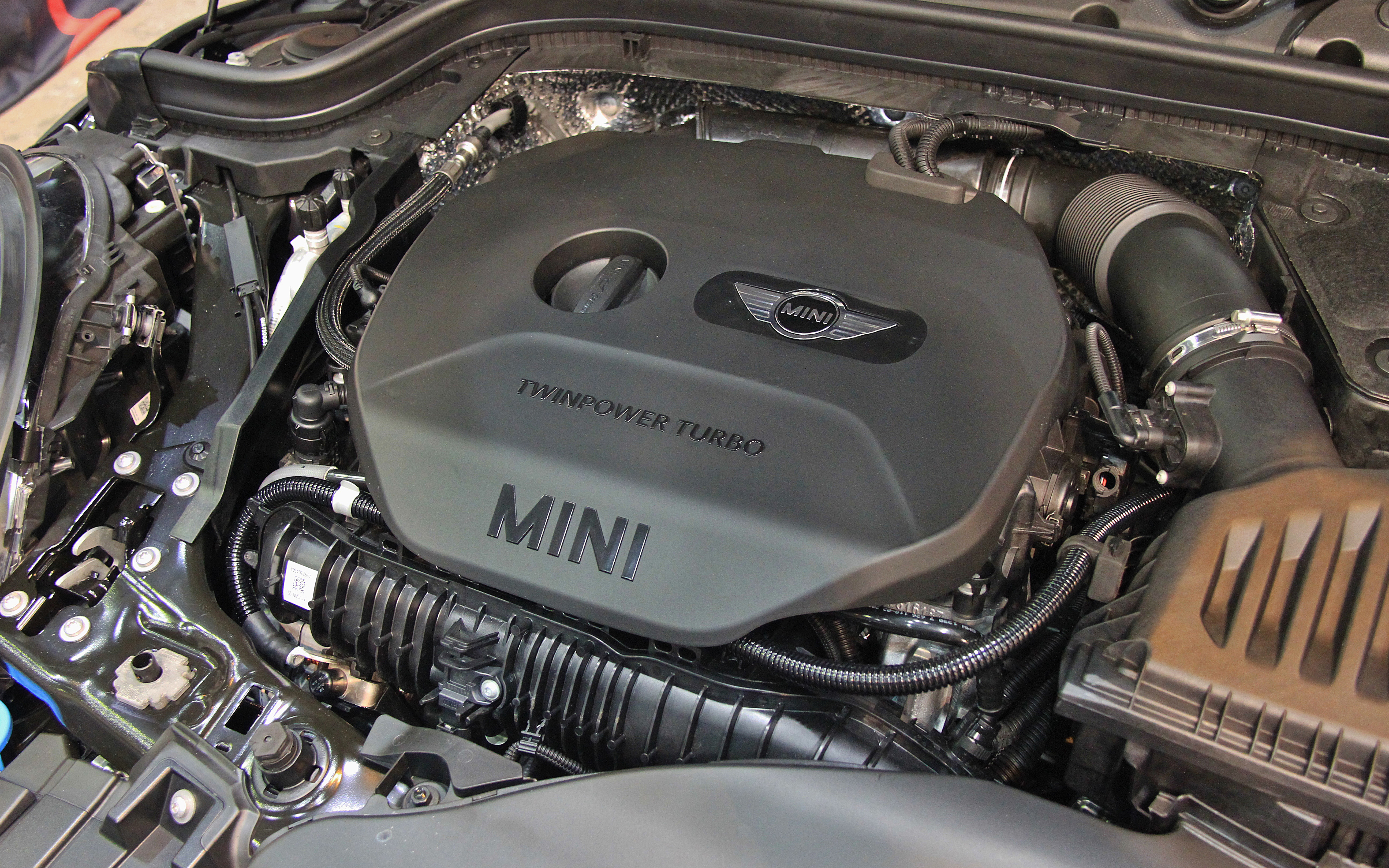
Motor Cooper S
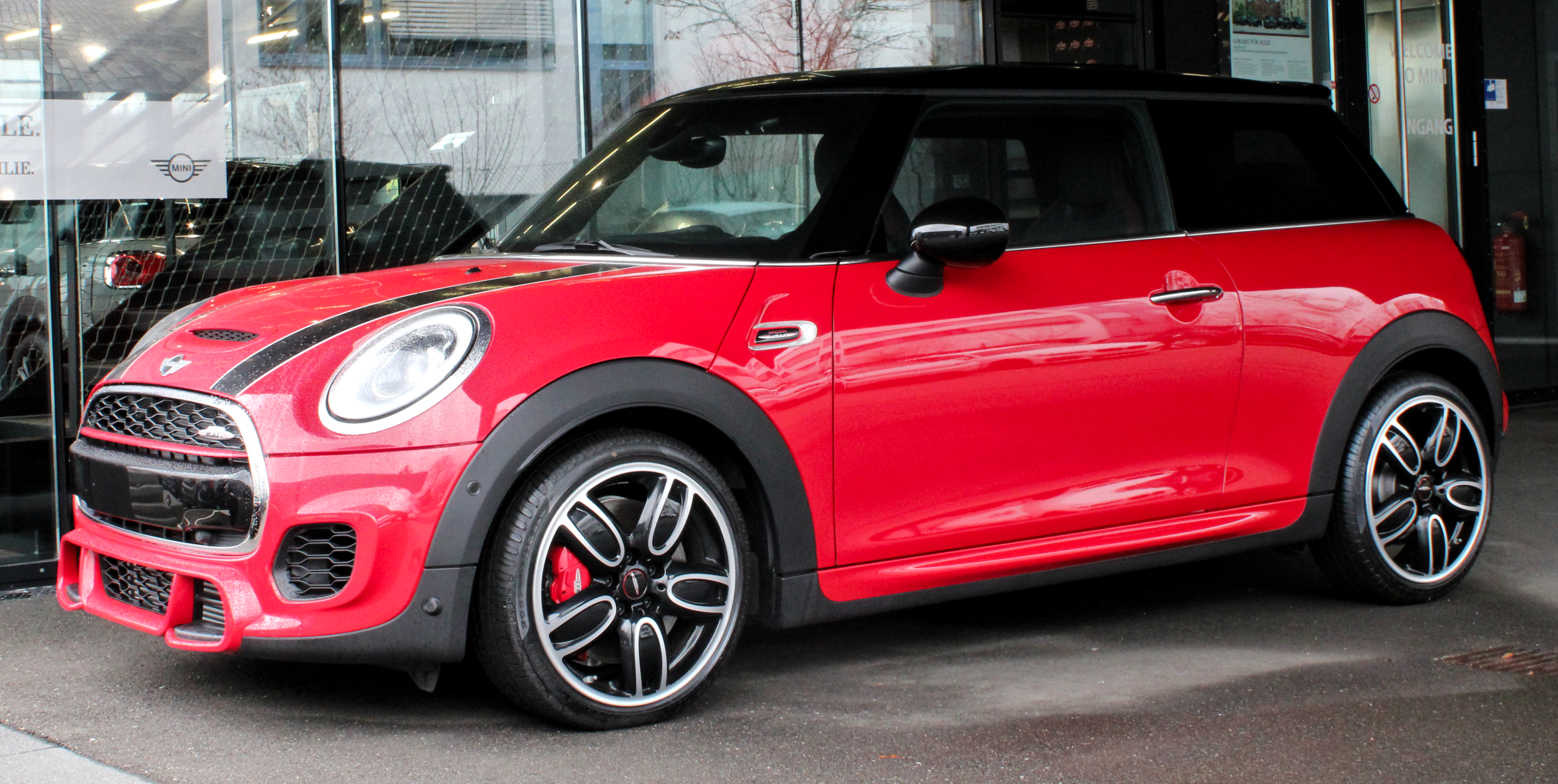
John Cooper Works (2015–2018)
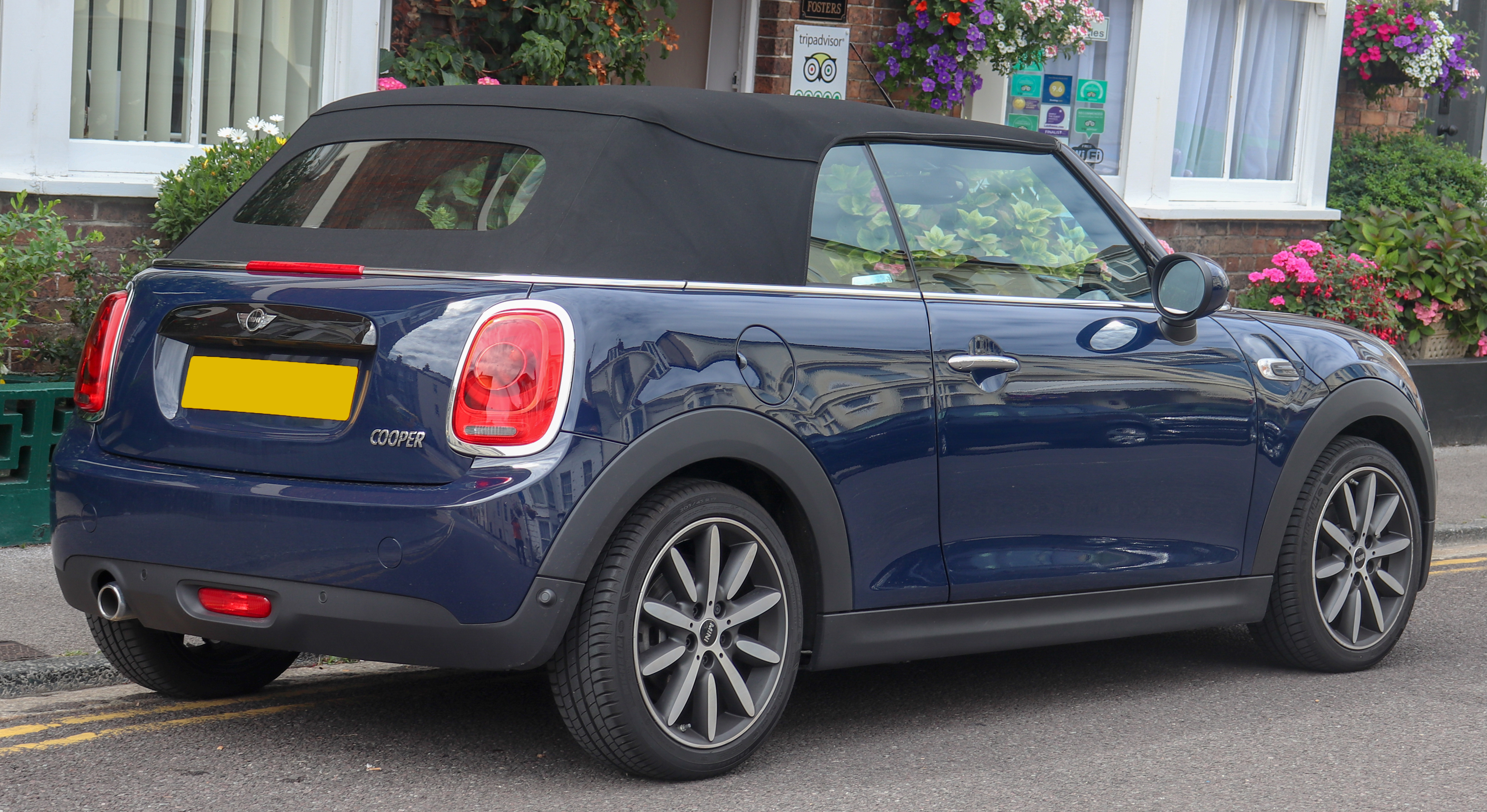
Cabrio (F57, 2016–2018)
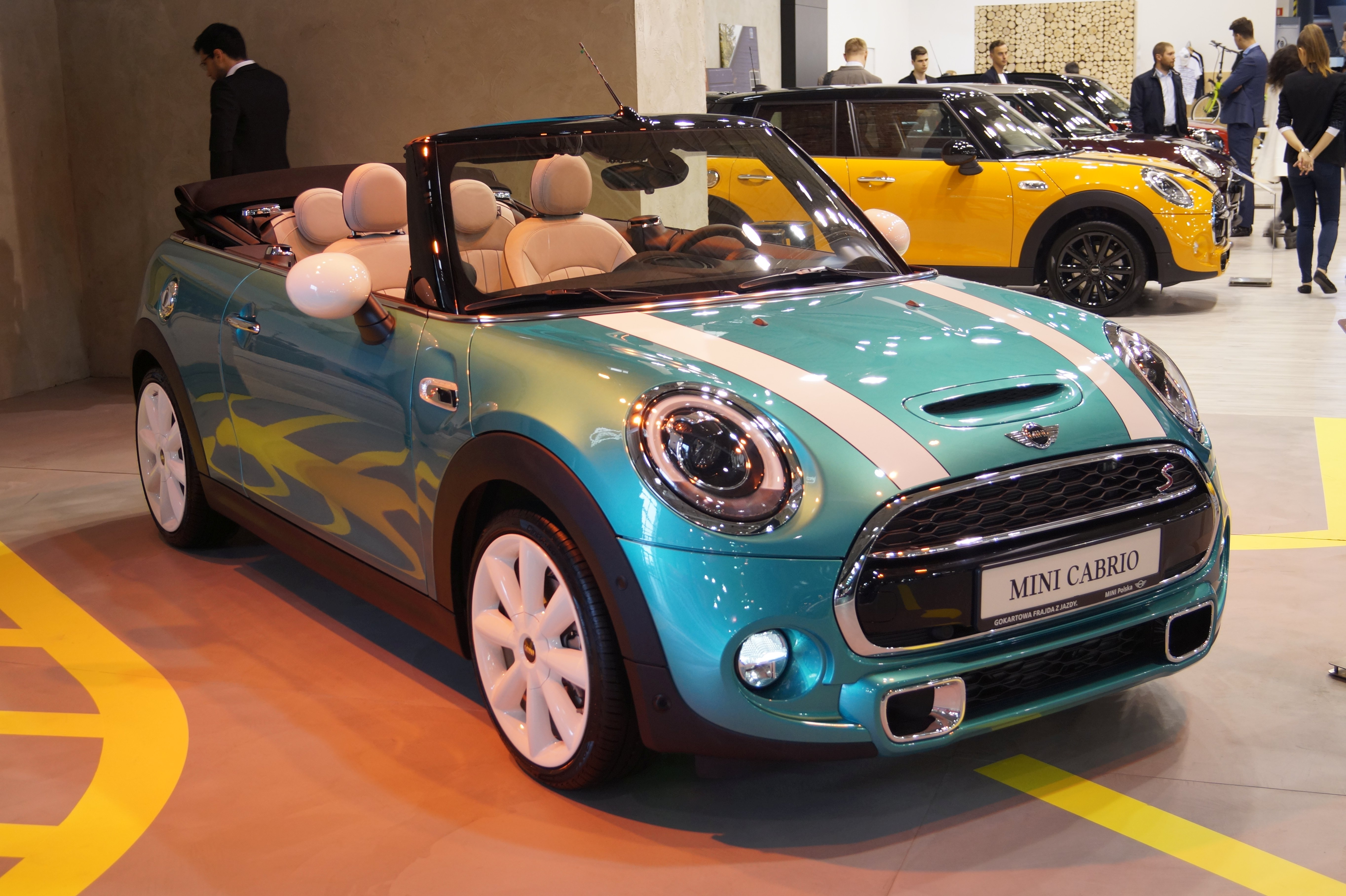
Cabrio (F57, 2016–2018) als Cooper S

### 1. Modellpflege
2018 wurde der Mini überarbeitet angeboten. Dies betrifft unter anderem Effizienz und Drehmoment bei den Dreizylindermotoren durch erhöhten Einspritzdruck. Für deren Abdeckung wird nun kohlenstofffaserverstärkter Kunststoff verwendet, was eine Gewichtseinsparung mit sich bringt und den Einsatz von Verschnittmaterial aus der Produktion der i-Modelle ermöglicht. Gegen Aufpreis wird ein 7-Gang-Doppelkupplungsgetriebe angeboten. Im März 2018 wurden die Diesel-Varianten überarbeitet, um schädliche Emissionen zu verringern, ab Juli 2018 hatten alle Mini mit Ottomotor einen Ottopartikelfilter (OPF).
Das weiterhin mit Aufpreis verbundene LED-Licht, das auch in Matrixtechnik verfügbar war, hat jetzt vollständig geschlossene LED-Ringe (vorn), in den Rückleuchten LED-Elemente in der Form einer Hälfte des Union Jack. Letzterer ist auch hinterleuchtet im Armaturenbrett erhältlich.

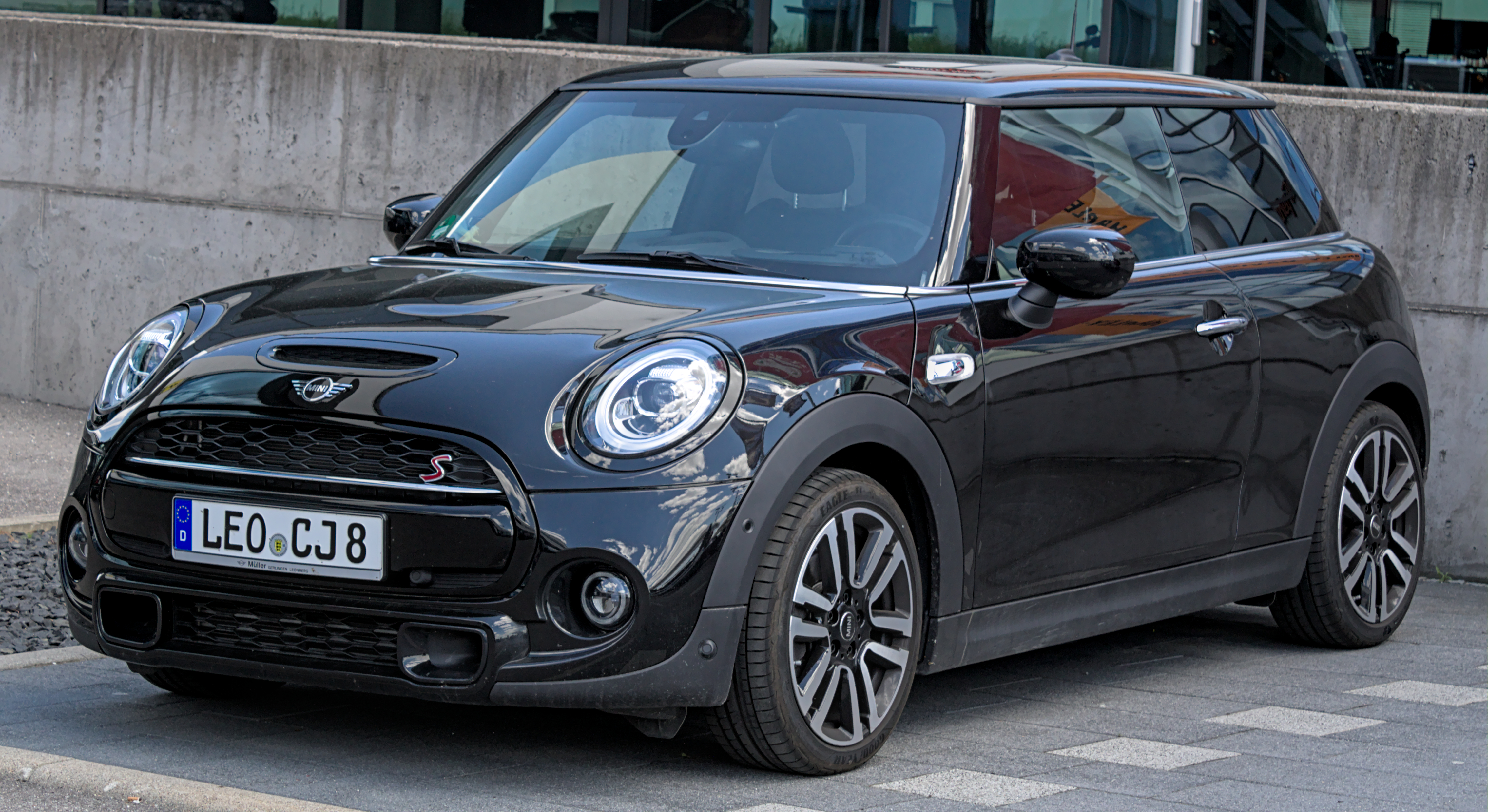
Mini F56 2018 mit LED-Scheinwerfern
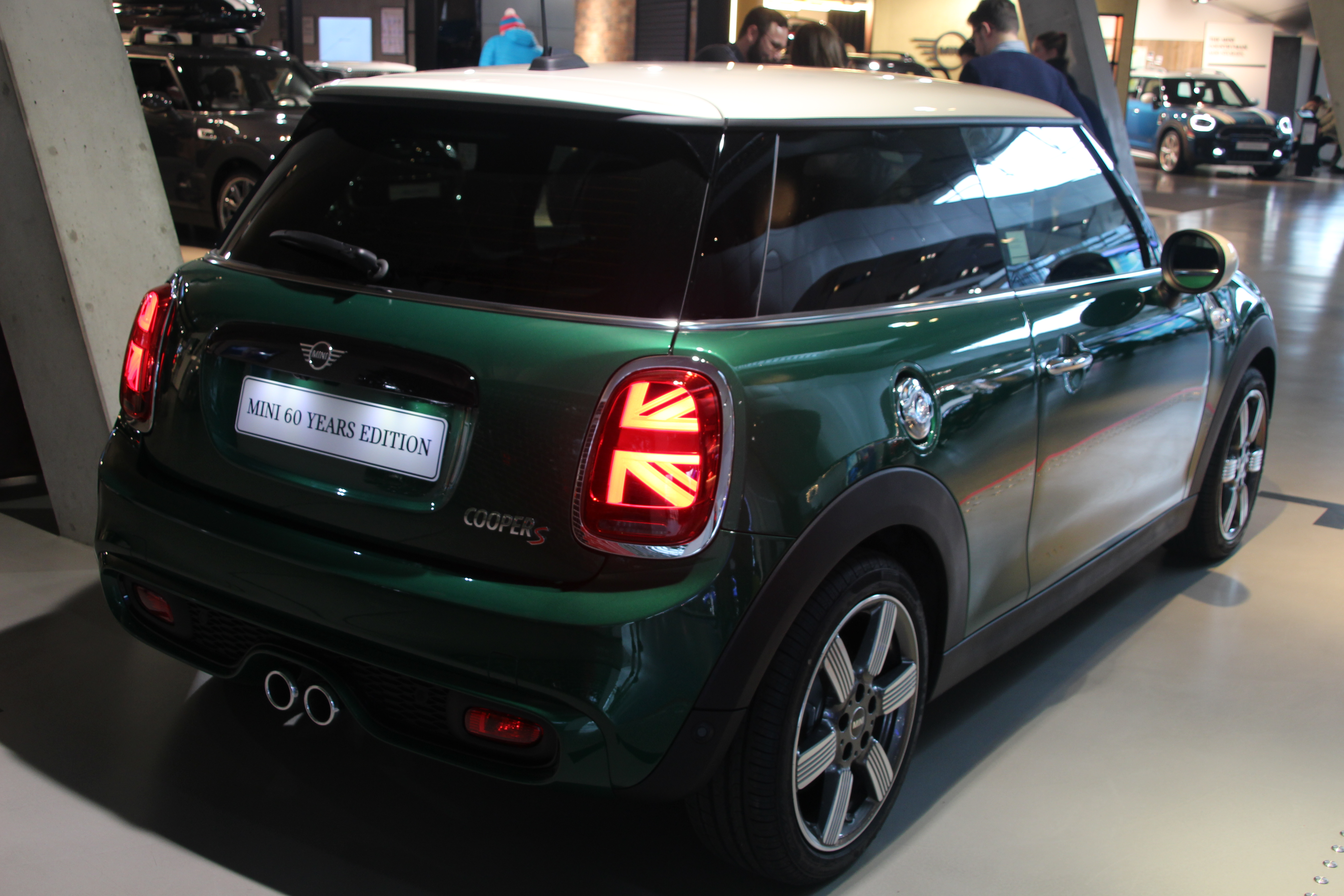
Mini F56 2018 mit LED-Rückleuchten
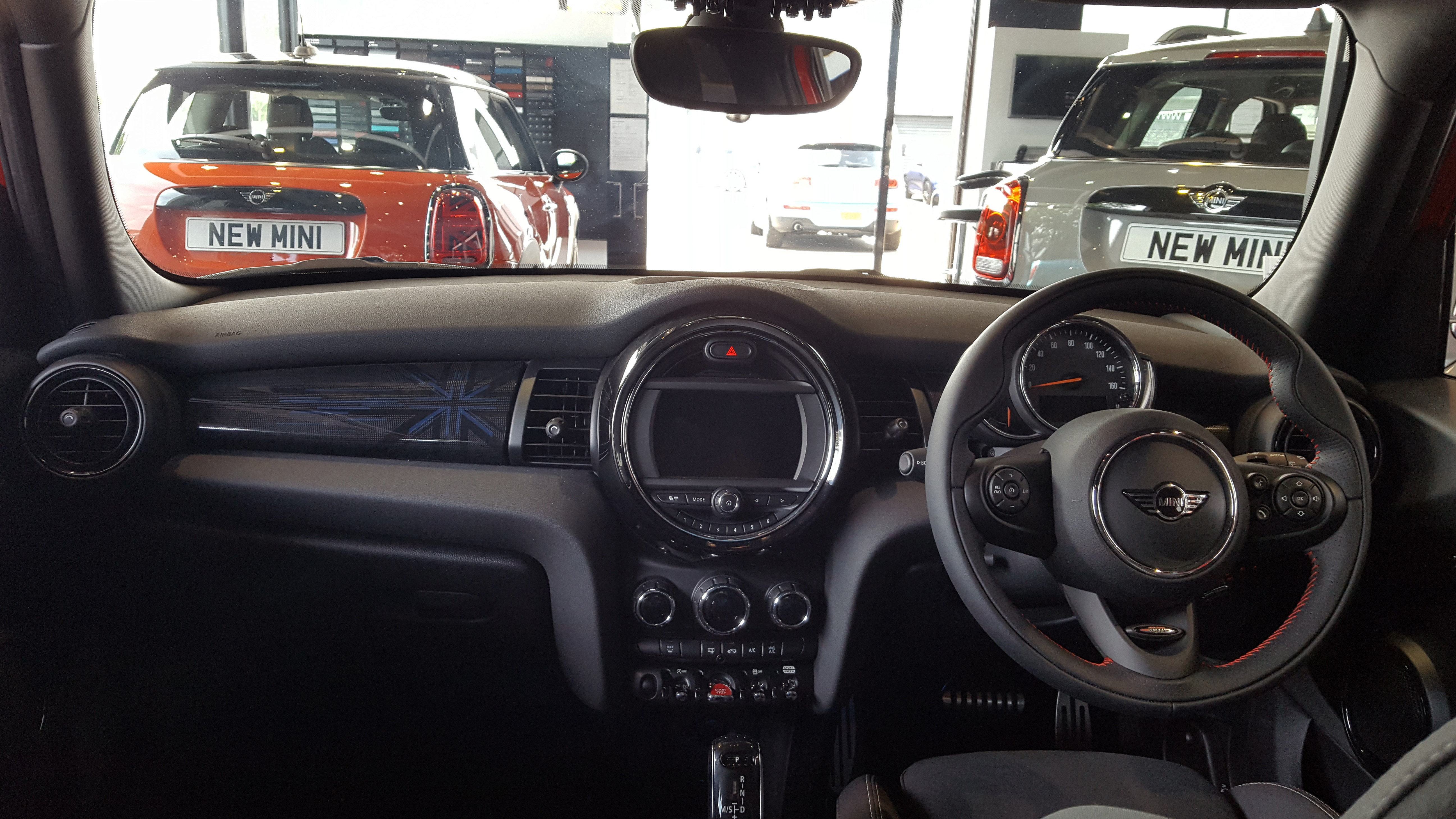
Instrumententafel mit Union Jack auf Beifahrerseite
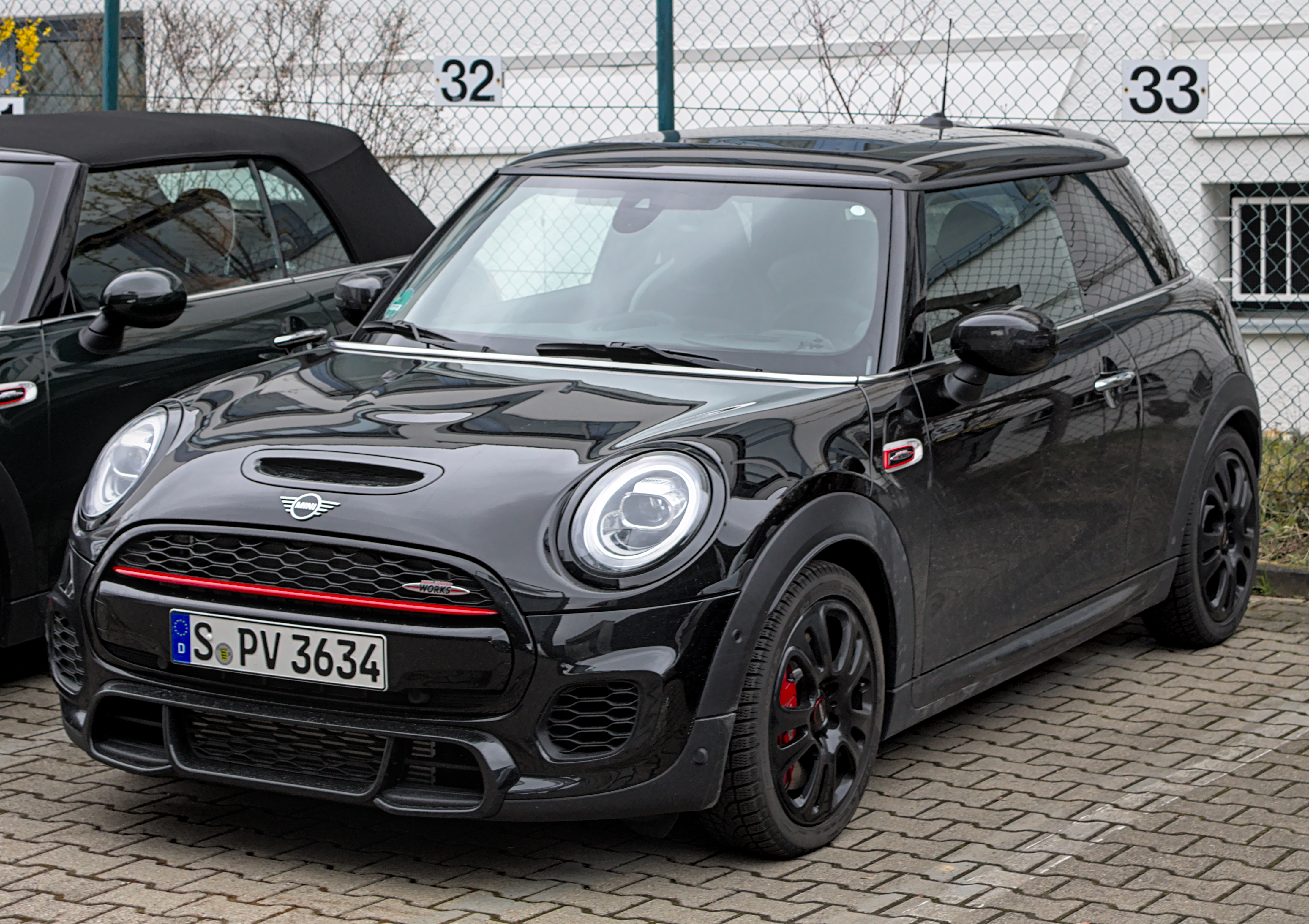
John Cooper Works (2018–2021)
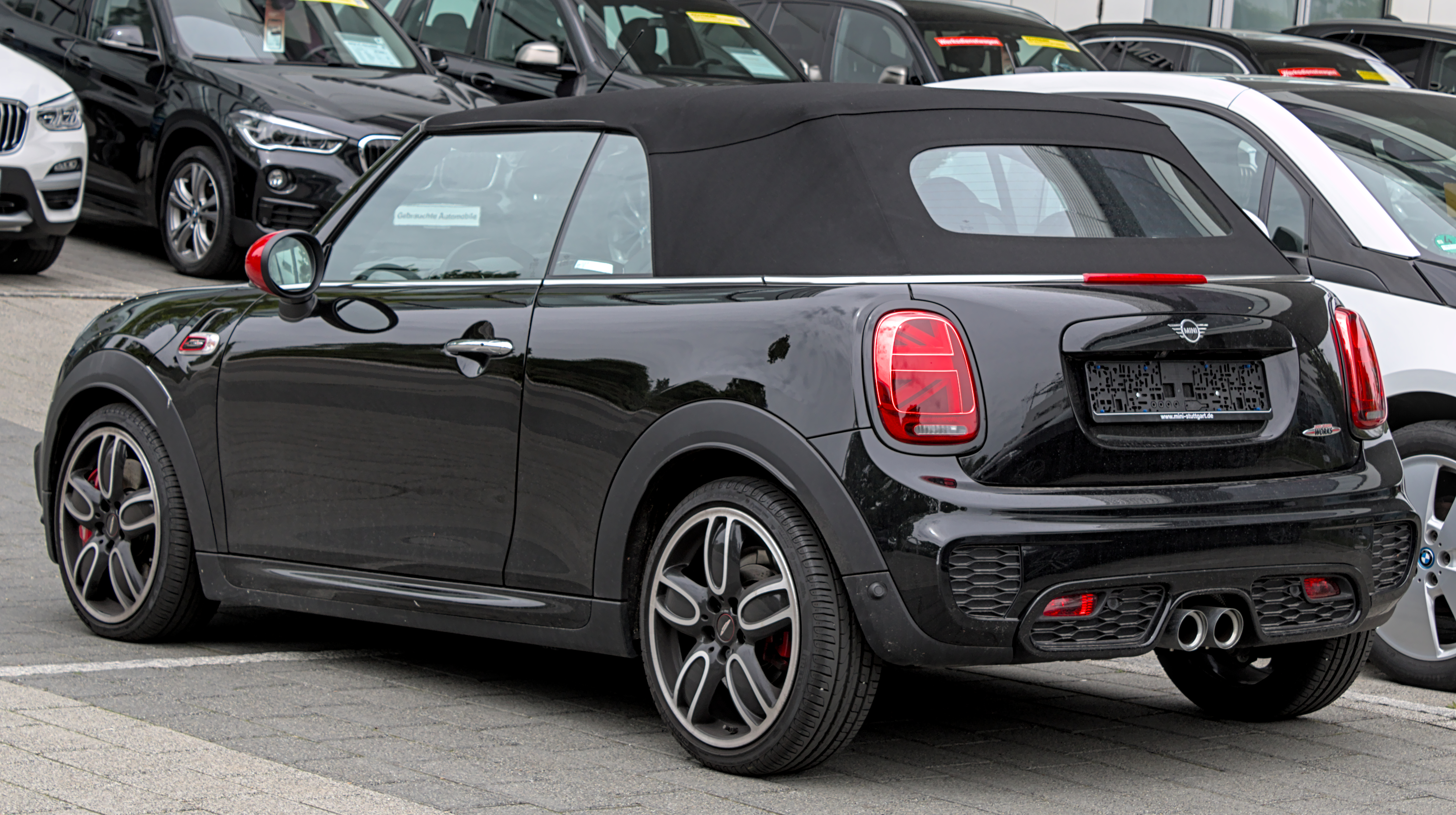
Cabrio John Cooper Works (2018–2021)
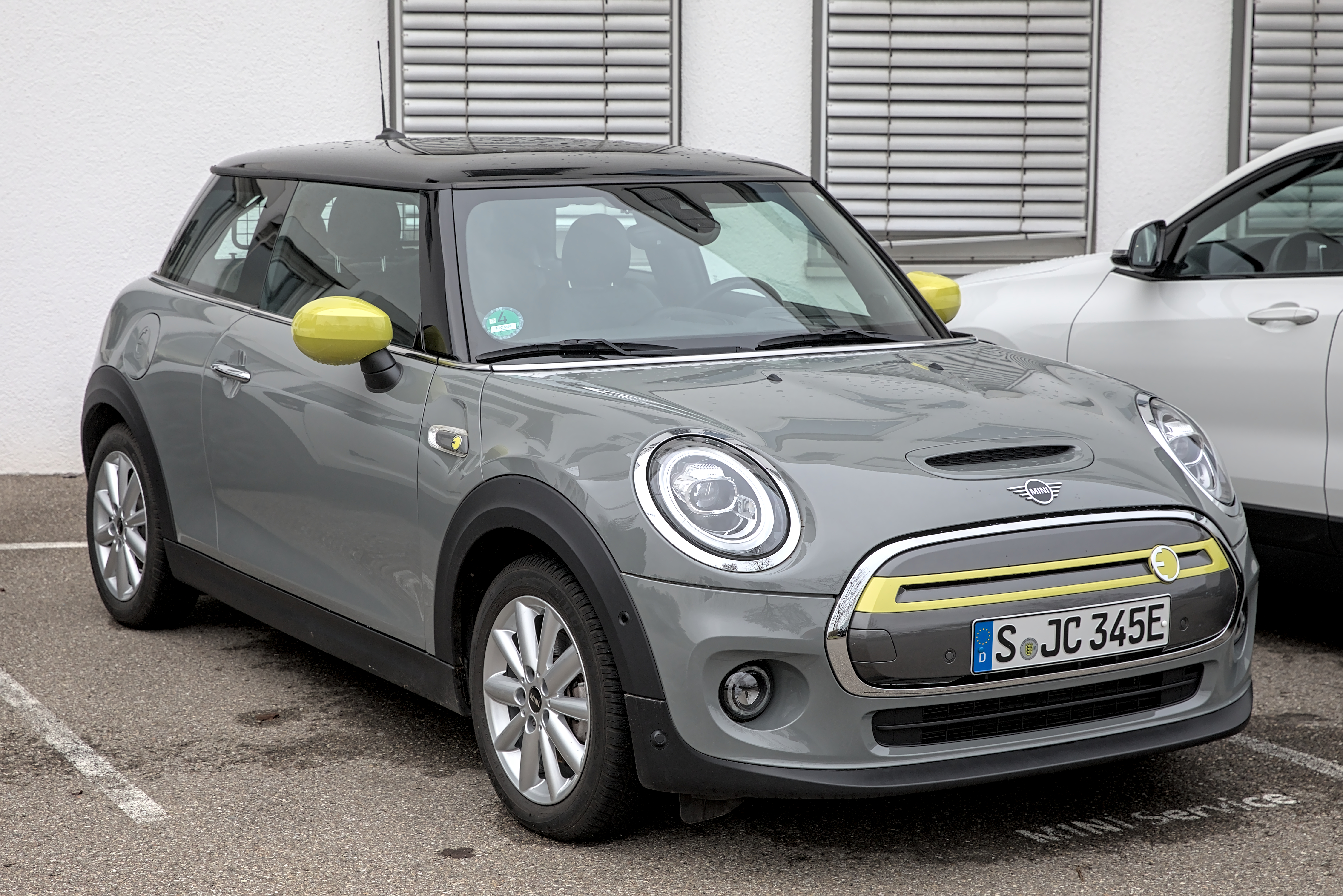
Mini Electric (2019–2021)

Im Juni 2019 entfielen bei diesen Mini, nach 2018 noch geringer gewordenen Verkaufsanteilen (höchstens 13 % beim 5-Türer), die Dieselversionen.
Auf der LA Auto Show im November 2019 präsentierte Mini den dreitürigen, auf 3.000 Exemplare limitierten John Cooper Works GP; zwei Jahre zuvor war ein gleichnamiges Konzept Mini John Cooper Works GP Concept gezeigt worden.

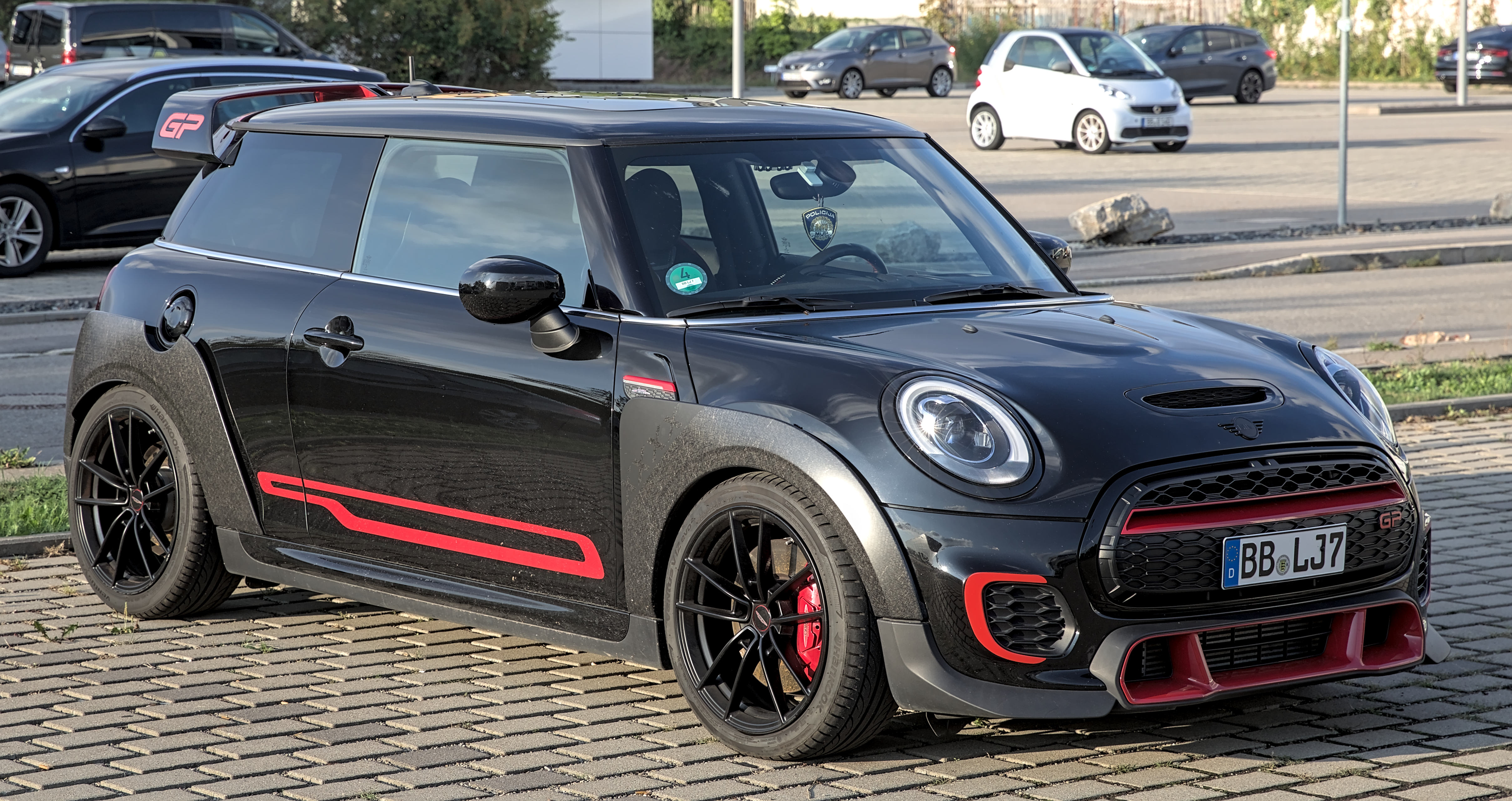
Mini John Cooper Works GP, 3.000 Exemplare
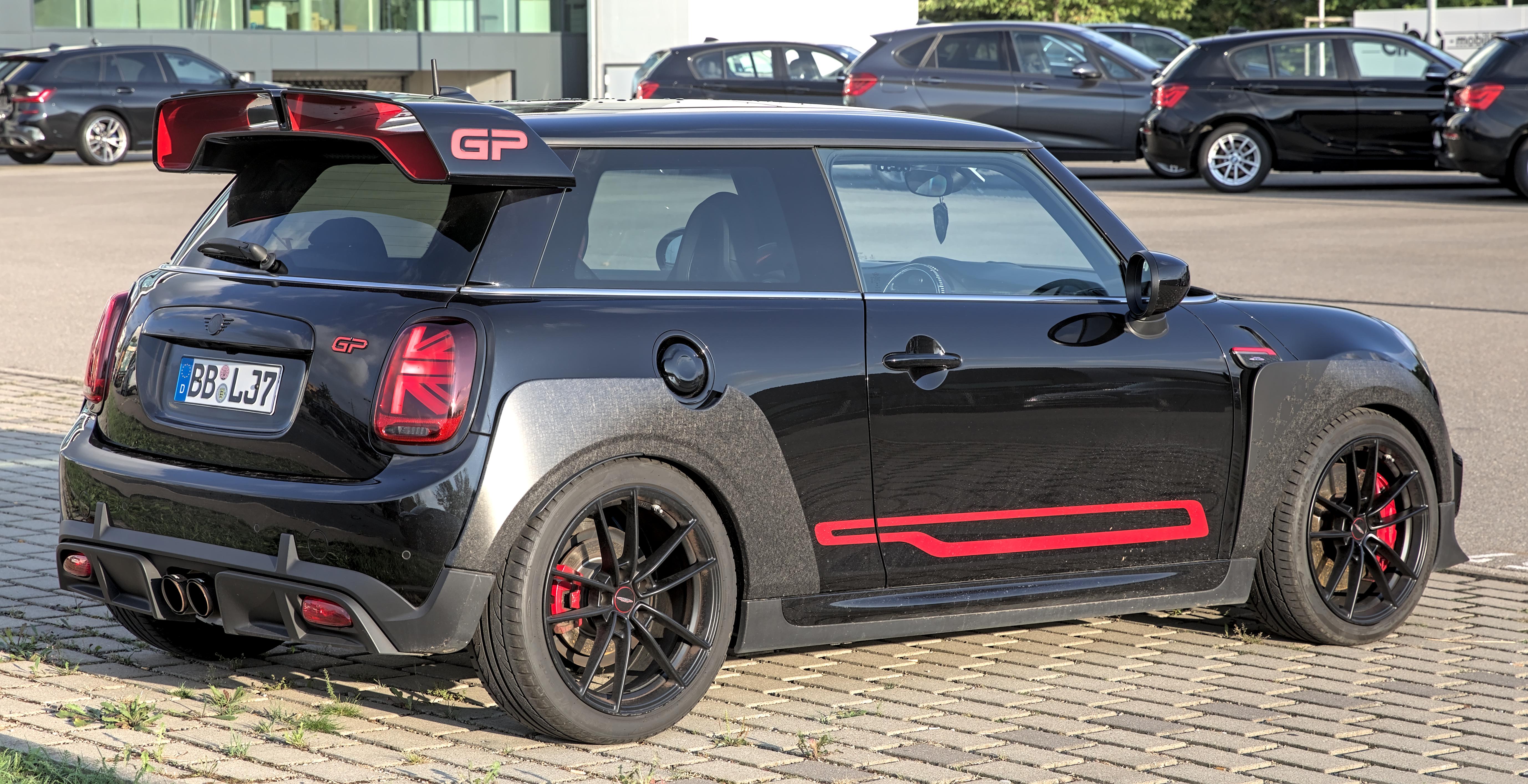
Heckansicht

#### Mini Cooper SE
Ab Frühjahr 2020 wurde der Mini Cooper SE mit 135 kW (184 PS) ausgeliefert. Wie die 2017 vorgestellte Studie Mini Electric Concept nutzt er für den Motor die Technik des BMW i3. Die Batterie unterscheidet sich dagegen vom i3. Beim Mini stammt sie vom chinesischen Hersteller CATL. Sie hat 32,6 kWh Kapazität, ist in T-Form im Fahrzeugboden eingebaut und wird flüssigkeitsgekühlt. Die Akkuplatzierung ergibt eine ausgeglichenere Gewichtsverteilung als bei den Modellen mit Verbrennungsmotoren. Das Mehrgewicht gegenüber dem Cooper S mit Benzinmotor und Getriebeautomatik beträgt 145 kg. Es sind zwei Rekuperations-Arten einstellbar. Beim elektrischen Modell gehören Klimaautomatik samt Wärmepumpe, LED-Scheinwerfer, Navigationssystem und animierte Instrumente zur Serienausstattung. Außerdem gibt es vier Ausstattungslinien von S bis XL, die von Mini als Trim-Level bezeichnet werden. Der E-Mini gehörte 2020 mit 1.560 Zulassungen von Januar bis Juli zu den zehn meistverkauften Elektroautos in Deutschland.
2021 gestaltete der Modedesigner Paul Smith im Hinblick auf Nachhaltigkeit einen minimalistischen Mini Electric unter den Namen Mini Strip.
Im Februar 2023 debütierte der Mini Electric auch als auf 999 Exemplare limitiertes Cabriolet; das SE Cabrio kam im Frühjahr 2023 auf den Markt.

### 2. Modellpflege
Im Januar 2021 präsentierte Mini ein weiteres Facelift der Baureihe. Der Marktstart erfolgte zwei Monate später. Einige Änderungen betreffen das äußere Erscheinungsbild wie die nach weiter nach unten laufende und schwarz erweiterte Zierleiste um den Kühlergrill sowie die Front- und Heckschürze; Rückleuchten im Union Jack Design gehören zur Serienausstattung, auf Wunsch gibt es ein Dach mit individuellem Farbverlauf („Multitone Roof“), für das Cabrio die Farbe „Zesty Yellow“.
Die serienmäßigen LED-Scheinwerfer sind mit Matrix-Funktion erhältlich und enthalten damit auch Schlechtwetterlicht als Ersatz für Nebelscheinwerfer. Das auf Wunsch erhältliche adaptive Fahrwerk wurde mit einem in 50 Millisekunden wirkenden Zusatzventil zur Verminderung von Druckspitzen ausgerüstet.
Innen bekam das große Rundinstrument in der Mitte des Armaturenbrettes einen 8,8-Zoll-Touchscreen, der auch mit Wischen zu bedienen ist. Auf Wunsch sind die Instrumente als fünf Zoll großes Display erhältlich. Die Luftausströmer wurden etwas schlichter ohne Chrom gestaltet.
Weiter wurde das System der Ausstattungslinien (Trim Level) vom elektrischen Modell auf die Verbrennermodelle übertragen, die Linien heißen Essential, Classic, Yours, John Cooper Works.
Ab Februar 2022 wurde der Mini auch im Farbton Rebel Green (3- und 5-Türer mit weißem Dach) als Resolute Edition angeboten, die keine Chromverzierungen hat: Leuchteneinfassungen und Türgriffe sind in Bronze (Resolute Bronze) gestaltet, unter anderem sind Logos und Schriftzüge glänzend schwarz lackiert. Im Innenraum finden sich eigene, karierte Sitzbezüge.
Anlässlich des 24-Stunden-Rennens auf dem Nürburgring 2023 präsentierte Mini das auf 999 Exemplare limitierte Sondermodell 1to6 Edition auf Basis des John Cooper Works. Es ist in Schwarz lackiert und ausschließlich mit Schaltgetriebe verfügbar.

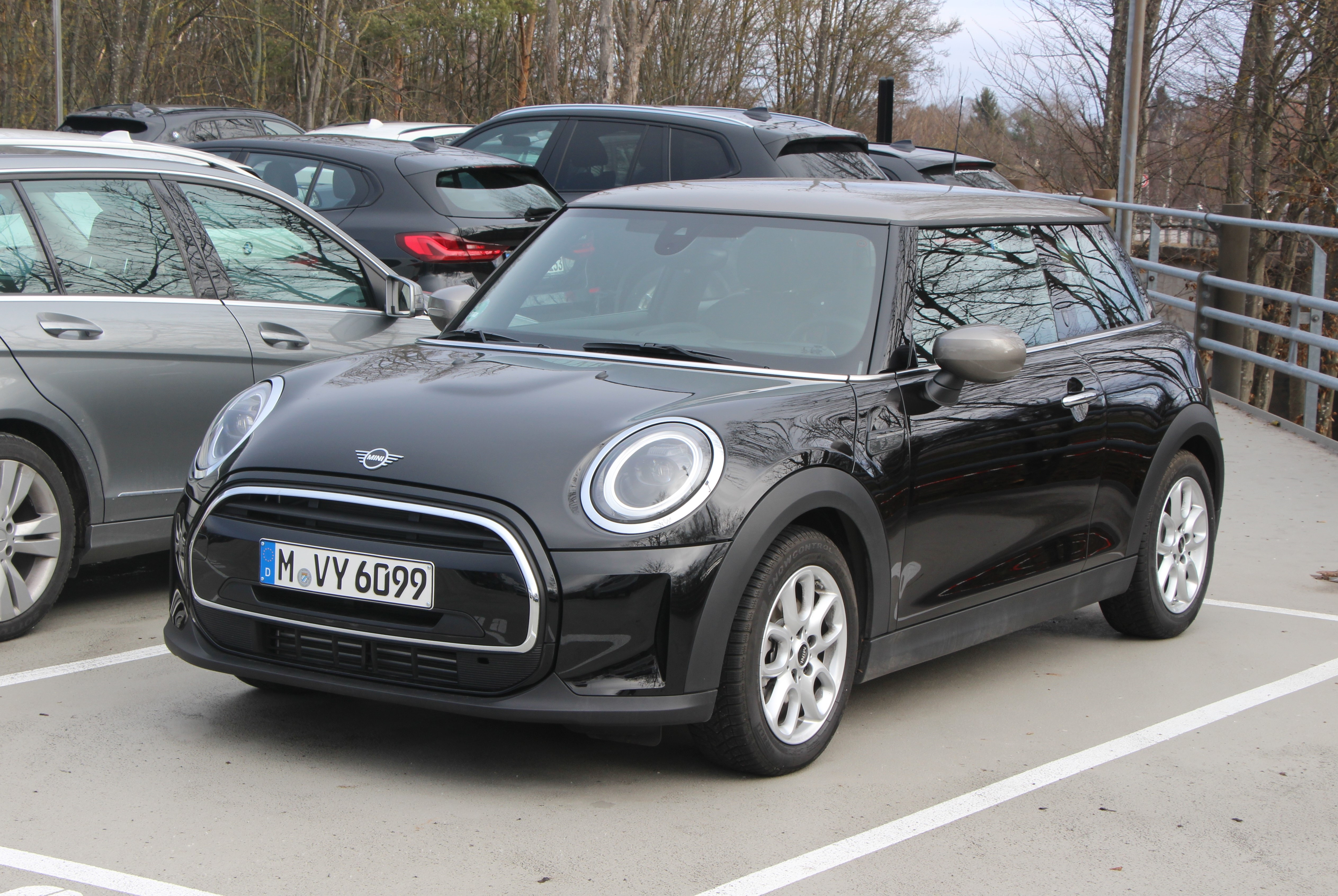
Mini F56 (2021–2024)
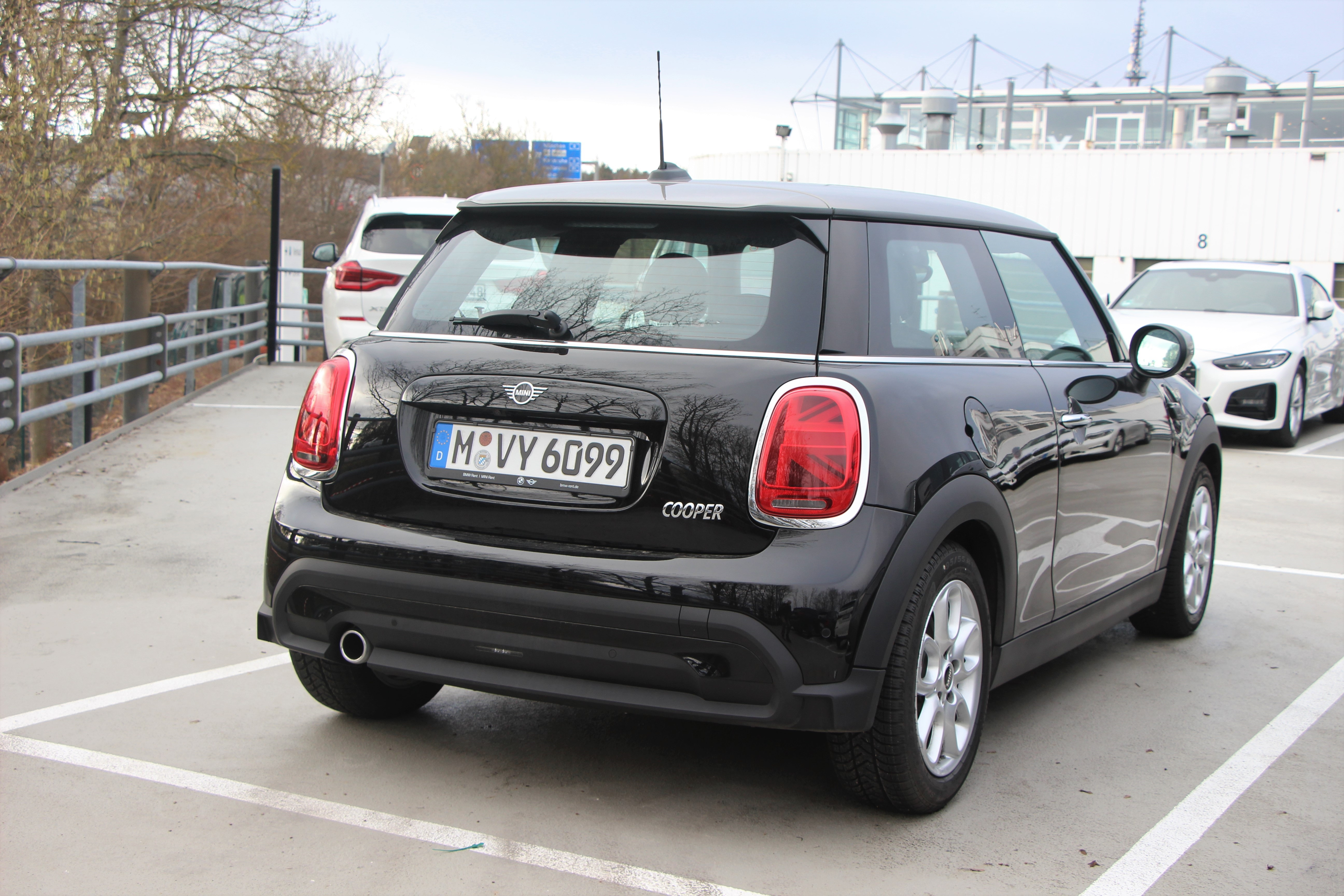
Heckansicht
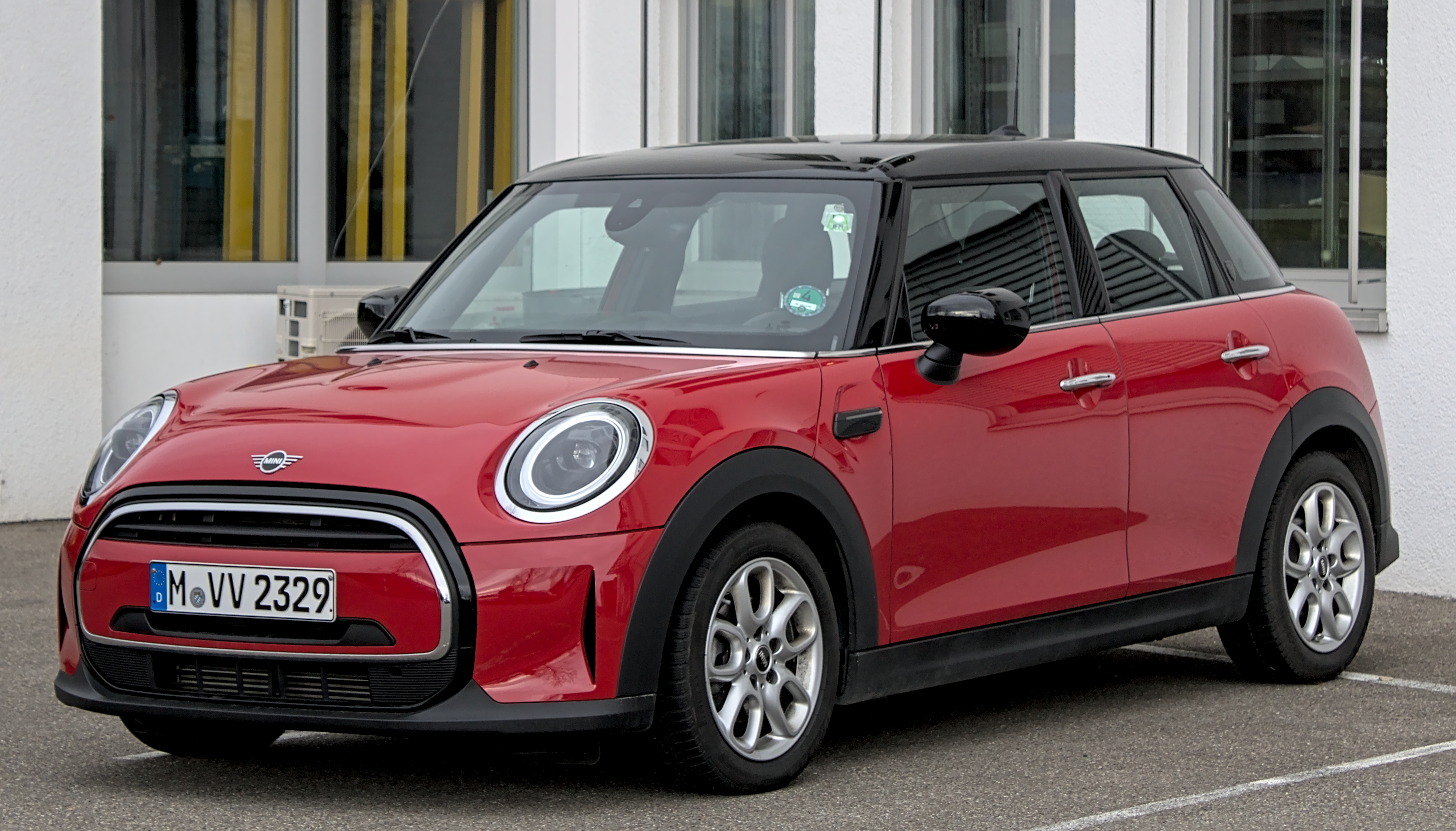
Mini F55 (2021–2024)
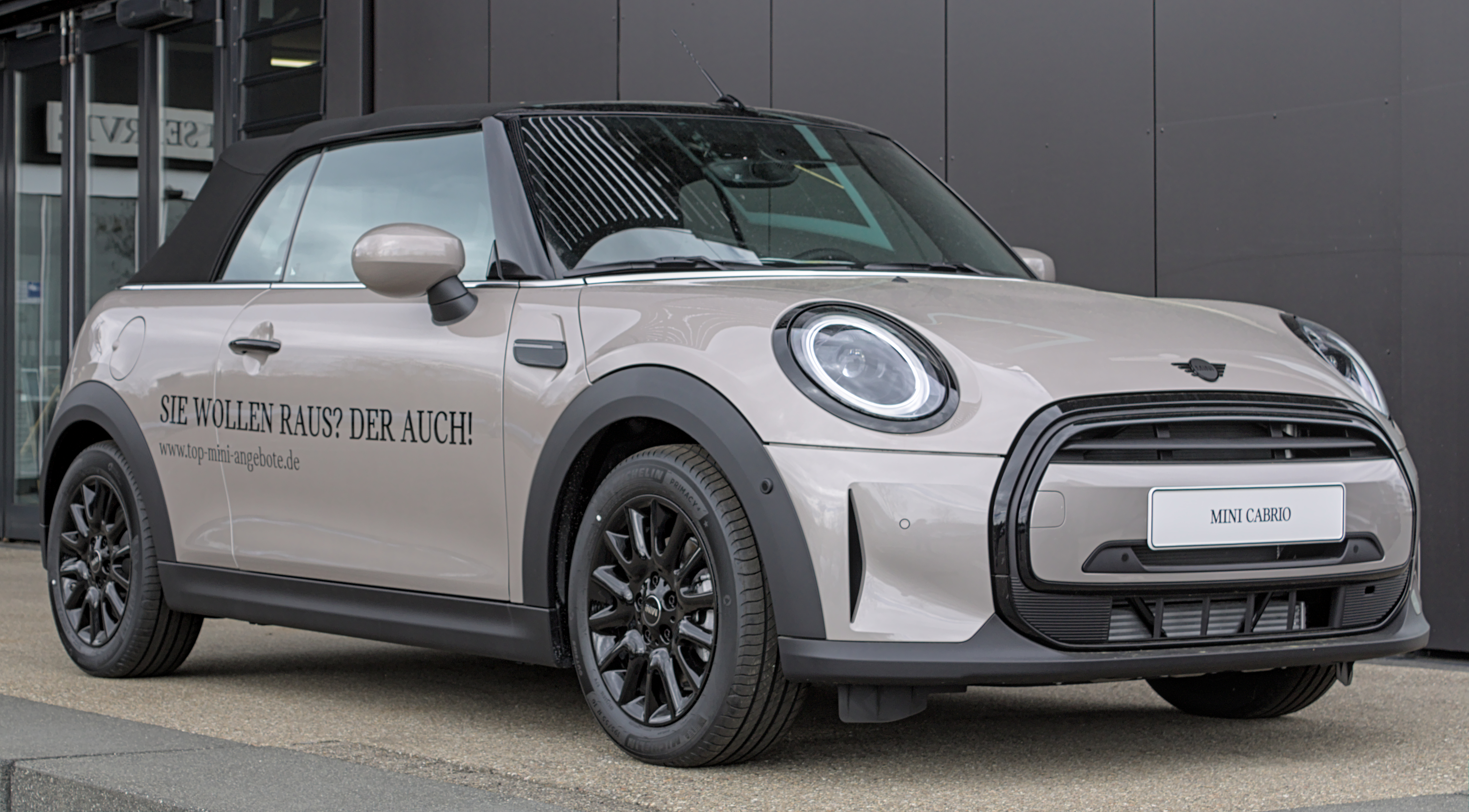
Cabrio (2021–2024), schwarze Zierleisten und ganz schwarzes Logo (Sonderausstattung)
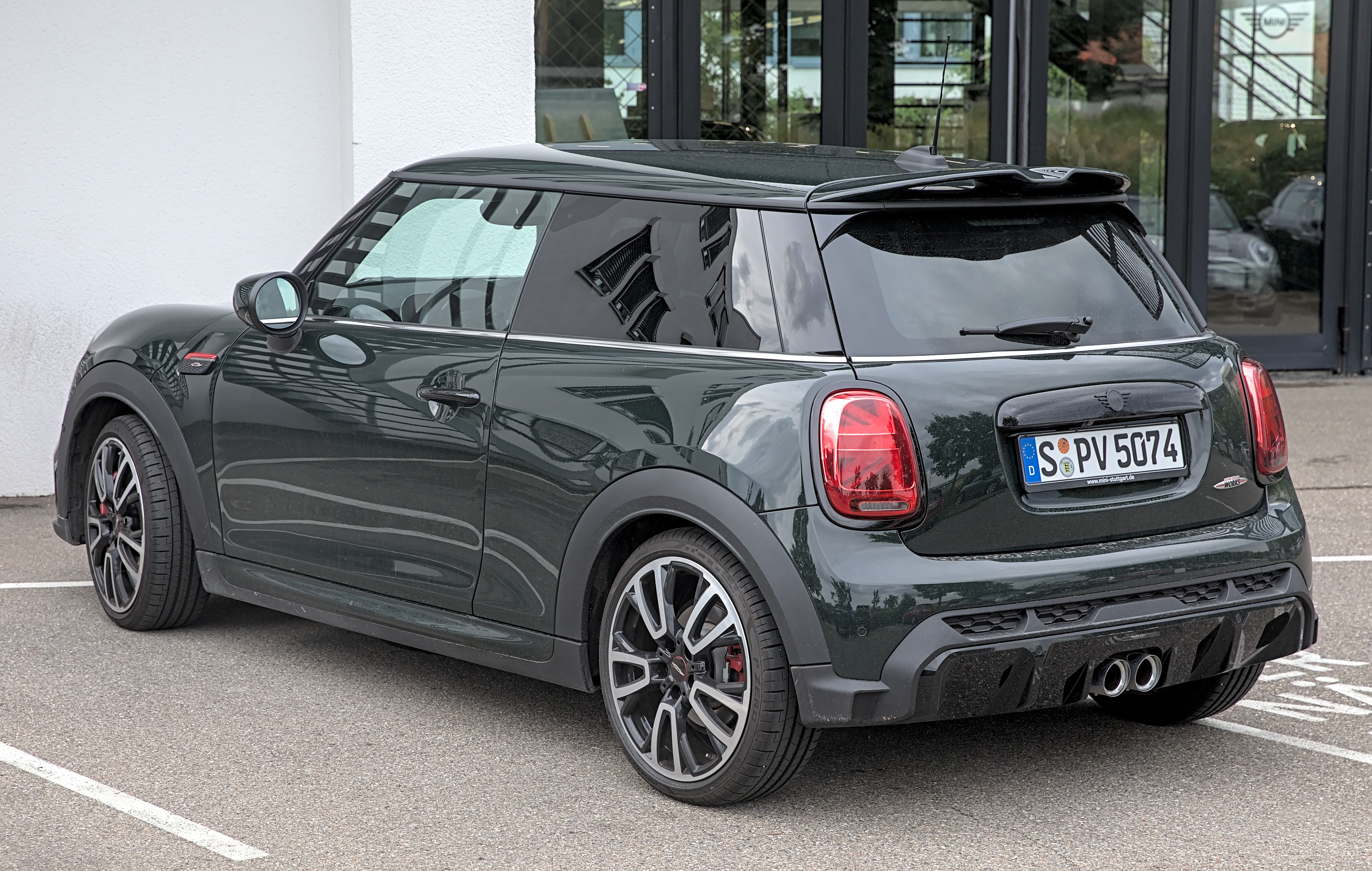
John Cooper Works (2021–2024)

## Technische Daten

### Motorisierungen 3-Türer (F56)
| Bauzeitraum                                                       | 07/2014–11/2017               | 03/2014–11/2017               | 11/2017–07/2022                                     | 11/2017–07/2022                                            | 03/2014–02/2024                                            | 03/2014–11/2020                                            | 11/2020–02/2024                | 05/2015–05/2018                                            | 03/2019–02/2024                  | 03/2020–09/2020               | 03/2014–06/2019                                            | 03/2014–06/2019                                            | 07/2014–06/2019                                         |  |  |
| Motor                                                             | Ottomotor                     | Ottomotor                     | Ottomotor                                           | Ottomotor                                                  | Ottomotor                                                  | Ottomotor                                                  | Ottomotor                      | Ottomotor                                                  | Ottomotor                        | Ottomotor                     | Dieselmotor                                                | Dieselmotor                                                | Dieselmotor                                             |  |  |
| Motorbauart                                                       | R3                            | R3                            | R3                                                  | R3                                                         | R3                                                         | R4                                                         | R4                             | R4                                                         | R4                               | R4                            | R3                                                         | R3                                                         | R4                                                      |  |  |
| Gemischaufbereitung                                               | Direkteinspritzung            | Direkteinspritzung            | Direkteinspritzung                                  | Direkteinspritzung                                         | Direkteinspritzung                                         | Direkteinspritzung                                         | Direkteinspritzung             | Direkteinspritzung                                         | Direkteinspritzung               | Direkteinspritzung            | Common-Rail-Direkteinspritzung                             | Common-Rail-Direkteinspritzung                             | Common-Rail-Direkteinspritzung                          |  |  |
| Motoraufladung                                                    | Twin-Scroll-Abgasturbolader 1 | Twin-Scroll-Abgasturbolader 1 | Twin-Scroll-Abgasturbolader 1                       | Twin-Scroll-Abgasturbolader 1                              | Twin-Scroll-Abgasturbolader 1                              | Twin-Scroll-Abgasturbolader 1                              | Twin-Scroll-Abgasturbolader 1  | Twin-Scroll-Abgasturbolader 1                              | Twin-Scroll-Abgasturbolader 1    | Twin-Scroll-Abgasturbolader 1 | Abgasturbolader mit verstellbaren Turbinenleitschaufeln    | Abgasturbolader mit verstellbaren Turbinenleitschaufeln    | Abgasturbolader mit verstellbaren Turbinenleitschaufeln |  |  |
| variabler Ventilhub                                               | –                             | –                             | –                                                   | –                                                          | Valvetronic                                                | Valvetronic                                                | Valvetronic                    | Valvetronic                                                | Valvetronic                      | Valvetronic                   | Valvetronic                                                | Valvetronic                                                |                                                         |  |  |
| Motortyp                                                          | B38A12                        | B38A12                        | B38A15                                              | B38A15                                                     | B38A15                                                     | B48A20                                                     | B48A20                         | B48A20                                                     | B48A20                           | B48A20                        | B37C15                                                     | B37C15                                                     | B47C20A                                                 |  |  |
| Hubraum                                                           | 1198 cm³                      | 1198 cm³                      | 1499 cm³                                            | 1499 cm³                                                   | 1499 cm³                                                   | 1998 cm³                                                   | 1998 cm³                       | 1998 cm³                                                   | 1998 cm³                         | 1998 cm³                      | 1496 cm³                                                   | 1496 cm³                                                   | 1995 cm³                                                |  |  |
| max. Leistung bei 1/min                                           | 55 kW (75 PS)/ 4250           | 75 kW (102 PS)/ 4250–6000     | 55 kW (75 PS)/ 3500–6500                            | 75 kW (102 PS)/ 3900–6500                                  | 100 kW (136 PS)/ 4500–6000                                 | 141 kW (192 PS)/ 4700–6000                                 | 131 kW (178 PS)/ 5000–5500     | 170 kW (231 PS)/ 5200–6200                                 | 170 kW (231 PS)/ 5200–6200       | 225 kW (306 PS)/ 5000–6250    | 70 kW (95 PS)/ 4000                                        | 85 kW (116 PS)/ 4000                                       | 125 kW (170 PS)/ 4000                                   |  |  |
| max. Drehmoment bei 1/min                                         | 150 Nm/ 1400–4000             | 180 Nm/ 1400–4000             | 160 Nm/ 1250–3000                                   | 190 Nm/ 1380–3600                                          | 220 Nm 2/ 1250–4000                                        | 280 Nm 3/ 1250–4750                                        | 280 Nm/ 1350–4200              | 320 Nm/ 1250–4800                                          | 320 Nm/ 1250–4800                | 450 Nm/ 1750–4500             | 220 Nm/ 1750–2250                                          | 270 Nm/ 1750–2250                                          | 360 Nm/ 1500–2750                                       |  |  |
| Getriebe, serienmäßig                                             | 6-Gang-Schaltgetriebe         | 6-Gang-Schaltgetriebe         | 6-Gang-Schaltgetriebe                               | 6-Gang-Schaltgetriebe                                      | 6-Gang-Schaltgetriebe                                      | 6-Gang-Schaltgetriebe                                      | 6-Gang-Schaltgetriebe          | 6-Gang-Schaltgetriebe                                      | 6-Gang-Schaltgetriebe            | 8-Stufen-Automatik            | 6-Gang-Schaltgetriebe                                      | 6-Gang-Schaltgetriebe                                      | 6-Gang-Schaltgetriebe                                   |  |  |
| Getriebe, optional                                                | –                             | 6-Stufen-Automatik            | –                                                   | 6-Stufen-Automatik, ab 2018 7-Gang-Doppelkupplungsgetriebe | 6-Stufen-Automatik, ab 2018 7-Gang-Doppelkupplungsgetriebe | 6-Stufen-Automatik, ab 2018 7-Gang-Doppelkupplungsgetriebe | 7-Gang-Doppelkupplungsgetriebe | 6-Stufen-Automatik, ab 2018 7-Gang-Doppelkupplungsgetriebe | 8-Stufen-Automatik               | –                             | 6-Stufen-Automatik, ab 2018 7-Gang-Doppelkupplungsgetriebe | 6-Stufen-Automatik, ab 2018 7-Gang-Doppelkupplungsgetriebe |                                                         |  |  |
| Beschleunigung, 0 bis 100 km/h in s                               | 12,8                          | 9,9 [10,2]                    | 12,8–13,0                                           | 10,1–10,3 [10,2–10,3]                                      | 7,9–8,1 [7,8–8,2]                                          | 6,8 [6,7]                                                  | 6,7 [6,6]                      | 6,3 [6,1]                                                  | 6,3 [6,1]                        | 5,2                           | 11,0–11,2                                                  | 9,2 [9,2–9,3]                                              | 7,3 [7,2]                                               |  |  |
| Höchstgeschwindigkeit, km/h                                       | 175                           | 195 [195]                     | 173–175                                             | 193–195 [193–195]                                          | 210 [210]                                                  | 235 [233–235]                                              | 235 [235]                      | 246 [246]                                                  | 246 [246]                        | 265                           | 190                                                        | 205 [204]                                                  | 227 [225]                                               |  |  |
| Kraftstoffverbrauch (nach ECE-Fahrzyklus, kombiniert in l/100 km) | 5,0                           | 4,6–4,7 [4,8–4,9]             | 4,9–5,5                                             | 4,9–5,5 [4,8–5,2]                                          | 4,5–5,5 [4,7–5,2]                                          | 5,7–6,5 [5,2–5,7]                                          | 6,1–6,4 [5,2–5,5]              | 6,7–6,8 [5,7–5,8]                                          | 6,9–7,1 [6,0–6,2]                | 7,3                           | 3,4–3,9                                                    | 3,5–3,9 [3,7–3,8]                                          | 4,2 [4,2]                                               |  |  |
| CO2-Emission nach NEFZ, kombiniert in g/km                        | 117                           | 108–109 [112–114]             | 112–124                                             | 111–124 [109–119]                                          | 105–124 [109–119]                                          | 133–147 [122–129]                                          | 139–146 [119–126]              | 153–155 [132–134]                                          | 157–162 [137–142]                | 167                           | 89–102                                                     | 92–103 [98–100]                                            | 110 [108–111]                                           |  |  |
| Tankinhalt                                                        | 40 l                          | 40 l                          | 40 l                                                | 40 l                                                       | 40 l                                                       | 44 l                                                       | 44 l                           | 44 l                                                       | 44 l                             |                               | 44 l                                                       | 44 l                                                       | 44 l                                                    |  |  |
| Abgasnorm nach EU-Klassifikation                                  | Euro 6                        | Euro 6                        | Euro 6, ab 07/2018 Euro 6d-Temp, ab 11/2020 Euro 6d | Euro 6, ab 07/2018 Euro 6d-Temp, ab 11/2020 Euro 6d        | Euro 6, ab 07/2018 Euro 6d-Temp, ab 11/2020 Euro 6d        | Euro 6, ab 07/2018 Euro 6d-Temp                            | Euro 6d                        | Euro 6                                                     | Euro 6d-Temp, ab 11/2020 Euro 6d | Euro 6d-Temp                  | Euro 6, ab 07/2018 Euro 6d-Temp                            | Euro 6, ab 07/2018 Euro 6d-Temp                            | Euro 6, ab 07/2018 Euro 6d-Temp                         |  |  |

- Werte in [ ] Klammer gelten für die Automatik.

### Motorisierungen 5-Türer (F55)
|                                                                   | Mini One First                | Mini One                                                   | Mini One First                                      | Mini One                                                   | Mini Cooper                                                | Mini Cooper S                                              | Mini Cooper S                 | Mini One D                                              | Mini Cooper D                                              | Mini Cooper SD                                             |
| ----------------------------------------------------------------- | ----------------------------- | ---------------------------------------------------------- | --------------------------------------------------- | ---------------------------------------------------------- | ---------------------------------------------------------- | ---------------------------------------------------------- | ----------------------------- | ------------------------------------------------------- | ---------------------------------------------------------- | ---------------------------------------------------------- |
| Bauzeitraum                                                       | 03/2015–11/2017               | 11/2014–11/2017                                            | 11/2017–07/2022                                     | 11/2017–07/2022                                            | 07/2014–02/2024                                            | 07/2014–11/2020                                            | 11/2020–02/2024               | 11/2014–06/2019                                         | 07/2014–06/2019                                            | 07/2014–06/2019                                            |
| Motor                                                             | Ottomotor                     | Ottomotor                                                  | Ottomotor                                           | Ottomotor                                                  | Ottomotor                                                  | Ottomotor                                                  | Ottomotor                     | Dieselmotor                                             | Dieselmotor                                                | Dieselmotor                                                |
| Motorbauart                                                       | R3                            | R3                                                         | R3                                                  | R3                                                         | R3                                                         | R4                                                         | R4                            | R3                                                      | R3                                                         | R4                                                         |
| Gemischaufbereitung                                               | Direkteinspritzung            | Direkteinspritzung                                         | Direkteinspritzung                                  | Direkteinspritzung                                         | Direkteinspritzung                                         | Direkteinspritzung                                         | Direkteinspritzung            | Common-Rail-Direkteinspritzung                          | Common-Rail-Direkteinspritzung                             | Common-Rail-Direkteinspritzung                             |
| Motoraufladung                                                    | Twin-Scroll-Abgasturbolader 1 | Twin-Scroll-Abgasturbolader 1                              | Twin-Scroll-Abgasturbolader 1                       | Twin-Scroll-Abgasturbolader 1                              | Twin-Scroll-Abgasturbolader 1                              | Twin-Scroll-Abgasturbolader 1                              | Twin-Scroll-Abgasturbolader 1 | Abgasturbolader mit verstellbaren Turbinenleitschaufeln | Abgasturbolader mit verstellbaren Turbinenleitschaufeln    | Abgasturbolader mit verstellbaren Turbinenleitschaufeln    |
| variabler Ventilhub                                               | –                             | –                                                          | –                                                   | –                                                          | Valvetronic                                                | Valvetronic                                                | Valvetronic                   |                                                         |                                                            |                                                            |
| Motortyp                                                          | B38A12                        | B38A12                                                     | B38A15                                              | B38A15                                                     | B38A15                                                     | B48A20                                                     | B48A20                        | B37C15                                                  | B37C15                                                     | B47C20A                                                    |
| Hubraum                                                           | 1198 cm³                      | 1198 cm³                                                   | 1499 cm³                                            | 1499 cm³                                                   | 1499 cm³                                                   | 1998 cm³                                                   | 1998 cm³                      | 1496 cm³                                                | 1496 cm³                                                   | 1995 cm³                                                   |
| max. Leistung bei 1/min                                           | 55 kW (75 PS)/ 4250           | 75 kW (102 PS)/ 4250–6000                                  | 55 kW (75 PS)/ 3500–6500                            | 75 kW (102 PS)/ 3900–6500                                  | 100 kW (136 PS)/ 4500–6000                                 | 141 kW (192 PS)/ 4700–6000                                 | 131 kW (178 PS)/ 5000–5500    | 70 kW (95 PS)/ 4000                                     | 85 kW (116 PS)/ 4000                                       | 125 kW (170 PS)/ 4000                                      |
| max. Drehmoment bei 1/min                                         | 150 Nm/ 1400–4000             | 180 Nm/ 1400–4000                                          | 160 Nm/ 1250–3000                                   | 190 Nm/ 1380–3600                                          | 220 Nm 4/ 1250–4000                                        | 280 Nm 5/ 1250–4750                                        | 280 Nm/ 1350–4200             | 220 Nm/ 1750–2250                                       | 270 Nm/ 1750–2250                                          | 360 Nm/ 1500–2750                                          |
| Getriebe, serienmäßig                                             | 6-Gang-Schaltgetriebe         | 6-Gang-Schaltgetriebe                                      | 6-Gang-Schaltgetriebe                               | 6-Gang-Schaltgetriebe                                      | 6-Gang-Schaltgetriebe                                      | 6-Gang-Schaltgetriebe                                      | 6-Gang-Schaltgetriebe         | 6-Gang-Schaltgetriebe                                   |                                                            |                                                            |
| Getriebe, optional                                                | –                             | 6-Stufen-Automatik, ab 2018 7-Gang-Doppelkupplungsgetriebe | –                                                   | 6-Stufen-Automatik, ab 2018 7-Gang-Doppelkupplungsgetriebe | 6-Stufen-Automatik, ab 2018 7-Gang-Doppelkupplungsgetriebe | 6-Stufen-Automatik, ab 2018 7-Gang-Doppelkupplungsgetriebe | 8-Stufen-Automatik            | –                                                       | 6-Stufen-Automatik, ab 2018 7-Gang-Doppelkupplungsgetriebe | 6-Stufen-Automatik, ab 2018 7-Gang-Doppelkupplungsgetriebe |
| Beschleunigung, 0 bis 100 km/h in s                               | 13,4                          | 10,1 [10,5]                                                | 13,4                                                | 10,3–10,6 [10,5–10,6]                                      | 8,2–8,3 [8,1–8,3]                                          | 6,9 [6,8]                                                  | 6,9 [6,8]                     | 11,4–11,6                                               | 9,4 [9,5–9,6]                                              | 7,4 [7,3]                                                  |
| Höchstgeschwindigkeit, km/h                                       | 172                           | 192 [192]                                                  | 172                                                 | 192 [192]                                                  | 207 [207]                                                  | 232–235 [230–235]                                          | 235 [235]                     | 187                                                     | 203 [202]                                                  | 225 [223]                                                  |
| Kraftstoffverbrauch (nach ECE-Fahrzyklus, kombiniert in l/100 km) | 5,2–5,3                       | 4,8–4,9 [4,9–5,0]                                          | 4,9–5,5                                             | 4,9–5,5 [4,8–5,4]                                          | 4,7–5,5 [4,9–5,4]                                          | 5,9–6,6 [5,4–5,7]                                          | 6,2–6,5 [5,2–5,5]             | 3,5–3,9                                                 | 3,6–4,0 [3,8–4,0]                                          | 4,1–4,3 [4,1–4,2]                                          |
| CO2-Emission nach NEFZ, kombiniert in g/km                        | 121–123                       | 112–114 [114–116]                                          | 112–125                                             | 112–125 [110–122]                                          | 109–125 [111–122]                                          | 136–150 [125–129]                                          | 141–149 [119–126]             | 92–103                                                  | 95–104 [99–104]                                            | 109–112 [107–112]                                          |
| Tankinhalt                                                        | 40 l                          | 40 l                                                       | 40 l                                                | 40 l                                                       | 40 l                                                       | 44 l                                                       | 44 l                          | 44 l                                                    | 44 l                                                       | 44 l                                                       |
| Abgasnorm nach EU-Klassifikation                                  | Euro 6                        | Euro 6                                                     | Euro 6, ab 07/2018 Euro 6d-Temp, ab 11/2020 Euro 6d | Euro 6, ab 07/2018 Euro 6d-Temp, ab 11/2020 Euro 6d        | Euro 6, ab 07/2018 Euro 6d-Temp, ab 11/2020 Euro 6d        | Euro 6, ab 07/2018 Euro 6d-Temp                            | Euro 6d                       | Euro 6, ab 07/2018 Euro 6d-Temp                         | Euro 6, ab 07/2018 Euro 6d-Temp                            | Euro 6, ab 07/2018 Euro 6d-Temp                            |

- Werte in [ ] Klammer gelten für die Automatik.

### Motorisierungen Cabrio (F57)
|                                                                   | Mini One                      | Mini One                                            | Mini Cooper                                                | Mini Cooper S                                              | Mini Cooper S                 | Mini John Cooper Works                                     | Mini John Cooper Works           | Mini Cooper D                                              | Mini Cooper SD                                          |                                                         |
| ----------------------------------------------------------------- | ----------------------------- | --------------------------------------------------- | ---------------------------------------------------------- | ---------------------------------------------------------- | ----------------------------- | ---------------------------------------------------------- | -------------------------------- | ---------------------------------------------------------- | ------------------------------------------------------- | ------------------------------------------------------- |
| Bauzeitraum                                                       | 03/2016–11/2017               | 11/2017–07/2022                                     | 03/2016–02/2024                                            | 03/2016–11/2020                                            | 11/2020–02/2024               | 03/2016–05/2018                                            | 03/2019–02/2024                  | 03/2016–06/2019                                            | 03/2016–06/2019                                         |                                                         |
| Motor                                                             | Ottomotor                     | Ottomotor                                           | Ottomotor                                                  | Ottomotor                                                  | Ottomotor                     | Ottomotor                                                  | Ottomotor                        | Dieselmotor                                                | Dieselmotor                                             |                                                         |
| Motorbauart                                                       | R3                            | R3                                                  | R3                                                         | R4                                                         | R4                            | R4                                                         | R4                               | R3                                                         | R4                                                      |                                                         |
| Gemischaufbereitung                                               | Direkteinspritzung            | Direkteinspritzung                                  | Direkteinspritzung                                         | Direkteinspritzung                                         | Direkteinspritzung            | Direkteinspritzung                                         | Direkteinspritzung               | Direkteinspritzung                                         | Common-Rail-Direkteinspritzung                          | Common-Rail-Direkteinspritzung                          |
| Motoraufladung                                                    | Twin-Scroll-Abgasturbolader 1 | Twin-Scroll-Abgasturbolader 1                       | Twin-Scroll-Abgasturbolader 1                              | Twin-Scroll-Abgasturbolader 1                              | Twin-Scroll-Abgasturbolader 1 | Twin-Scroll-Abgasturbolader 1                              | Twin-Scroll-Abgasturbolader 1    | Twin-Scroll-Abgasturbolader 1                              | Abgasturbolader mit verstellbaren Turbinenleitschaufeln | Abgasturbolader mit verstellbaren Turbinenleitschaufeln |
| variabler Ventilhub                                               | –                             | –                                                   | Valvetronic                                                | Valvetronic                                                | Valvetronic                   | Valvetronic                                                | Valvetronic                      |                                                            |                                                         |                                                         |
| Motortyp                                                          | B38A12                        | B38A15                                              | B38A15                                                     | B48A20                                                     | B48A20                        | B48B20                                                     | B48B20                           | B37C15                                                     | B47C20A                                                 |                                                         |
| Hubraum                                                           | 1198 cm³                      | 1499 cm³                                            | 1499 cm³                                                   | 1998 cm³                                                   | 1998 cm³                      | 1998 cm³                                                   | 1998 cm³                         | 1496 cm³                                                   | 1995 cm³                                                |                                                         |
| max. Leistung bei 1/min                                           | 75 kW (102 PS)/ 4250–6000     | 75 kW (102 PS)/ 3900–6500                           | 100 kW (136 PS)/ 4500–6000                                 | 141 kW (192 PS)/ 4700–6000                                 | 131 kW (178 PS)/ 5000–5500    | 170 kW (231 PS)/ 5200–6000                                 | 170 kW (231 PS)/ 5200–6000       | 85 kW (116 PS)/ 4000                                       | 125 kW (170 PS)/ 4000                                   |                                                         |
| max. Drehmoment bei 1/min                                         | 180 Nm/ 1400–4000             | 190 Nm/ 1380–3600                                   | 220 Nm/ 1250–4000                                          | 280 Nm/ 1250–4750                                          | 280 Nm/ 1350–4200             | 320 Nm/ 1250–4800                                          | 320 Nm/ 1250–4800                | 270 Nm/ 1750–2250                                          | 360 Nm/ 1500–2750                                       |                                                         |
| Getriebe, serienmäßig                                             | 6-Gang-Schaltgetriebe         | 6-Gang-Schaltgetriebe                               | 6-Gang-Schaltgetriebe                                      | 6-Gang-Schaltgetriebe                                      | 6-Gang-Schaltgetriebe         | 6-Gang-Schaltgetriebe                                      | 6-Gang-Schaltgetriebe            | 6-Gang-Schaltgetriebe                                      | 6-Stufen-Automatik                                      |                                                         |
| Getriebe, optional                                                | –                             | –                                                   | 6-Stufen-Automatik, ab 2018 7-Gang-Doppelkupplungsgetriebe | 6-Stufen-Automatik, ab 2018 7-Gang-Doppelkupplungsgetriebe | 8-Stufen-Automatik            | 6-Stufen-Automatik, ab 2018 7-Gang-Doppelkupplungsgetriebe | 8-Stufen-Automatik               | 6-Stufen-Automatik, ab 2018 7-Gang-Doppelkupplungsgetriebe | –                                                       |                                                         |
| Beschleunigung, 0 bis 100 km/h in s                               | 10,6                          | 10,6–10,9                                           | 8,7–8,8 [8,7–8,8]                                          | 7,2 [7,1]                                                  | 7,2 [7,1]                     | 6,6 [6,5]                                                  | 6,6 [6,5]                        | 9,9 [9,9]                                                  | 7,7                                                     |                                                         |
| Höchstgeschwindigkeit, km/h                                       | 190                           | 190                                                 | 206–208 [205–206]                                          | 230 [228–230]                                              | 230 [230]                     | 242 [240]                                                  | 242 [240]                        | 195 [195]                                                  | 218                                                     |                                                         |
| Kraftstoffverbrauch (nach ECE-Fahrzyklus, kombiniert in l/100 km) | 5,0–5,2                       | 5,0–5,7                                             | 4,9–5,7 [5,1–5,5]                                          | 6,0–6,9 [5,6–5,8]                                          | 6,3–6,6 [5,3–5,6]             | 6,5 [5,9]                                                  | 7,1–7,3 [6,2–6,4]                | 3,8–4,3 [3,9–4,3]                                          | 4,3–4,4                                                 |                                                         |
| CO2-Emission nach NEFZ, kombiniert in g/km                        | 116–120                       | 115–130                                             | 114–130 [119–125]                                          | 139–157 [129–134]                                          | 145–152 [122–129]             | 152 [138]                                                  | 161–166 [142–146]                | 100–112 [104–113]                                          | 113–116                                                 |                                                         |
| Tankinhalt                                                        | 40 l                          | 40 l                                                | 40 l                                                       | 44 l                                                       | 44 l                          | 44 l                                                       | 44 l                             | 44 l                                                       | 44 l                                                    |                                                         |
| Abgasnorm nach EU-Klassifikation                                  | Euro 6                        | Euro 6, ab 07/2018 Euro 6d-Temp, ab 11/2020 Euro 6d | Euro 6, ab 07/2018 Euro 6d-Temp, ab 11/2020 Euro 6d        | Euro 6, ab 07/2018 Euro 6d-Temp                            | Euro 6d                       | Euro 6                                                     | Euro 6d-Temp, ab 11/2020 Euro 6d | Euro 6, ab 07/2018 Euro 6d-Temp                            | Euro 6, ab 07/2018 Euro 6d-Temp                         | Euro 6, ab 07/2018 Euro 6d-Temp                         |

- Werte in [ ] Klammer gelten für die Automatik.

## Konzeptfahrzeuge

### Mini Superleggera Vision
Auf dem Concorso d’Eleganza am Comer See 2014 präsentierte Mini in Zusammenarbeit mit dem Karosseriebauer Superleggera das Konzeptauto Mini Superleggera Vision, einen zweisitzigen Roadster mit Elektromotor.

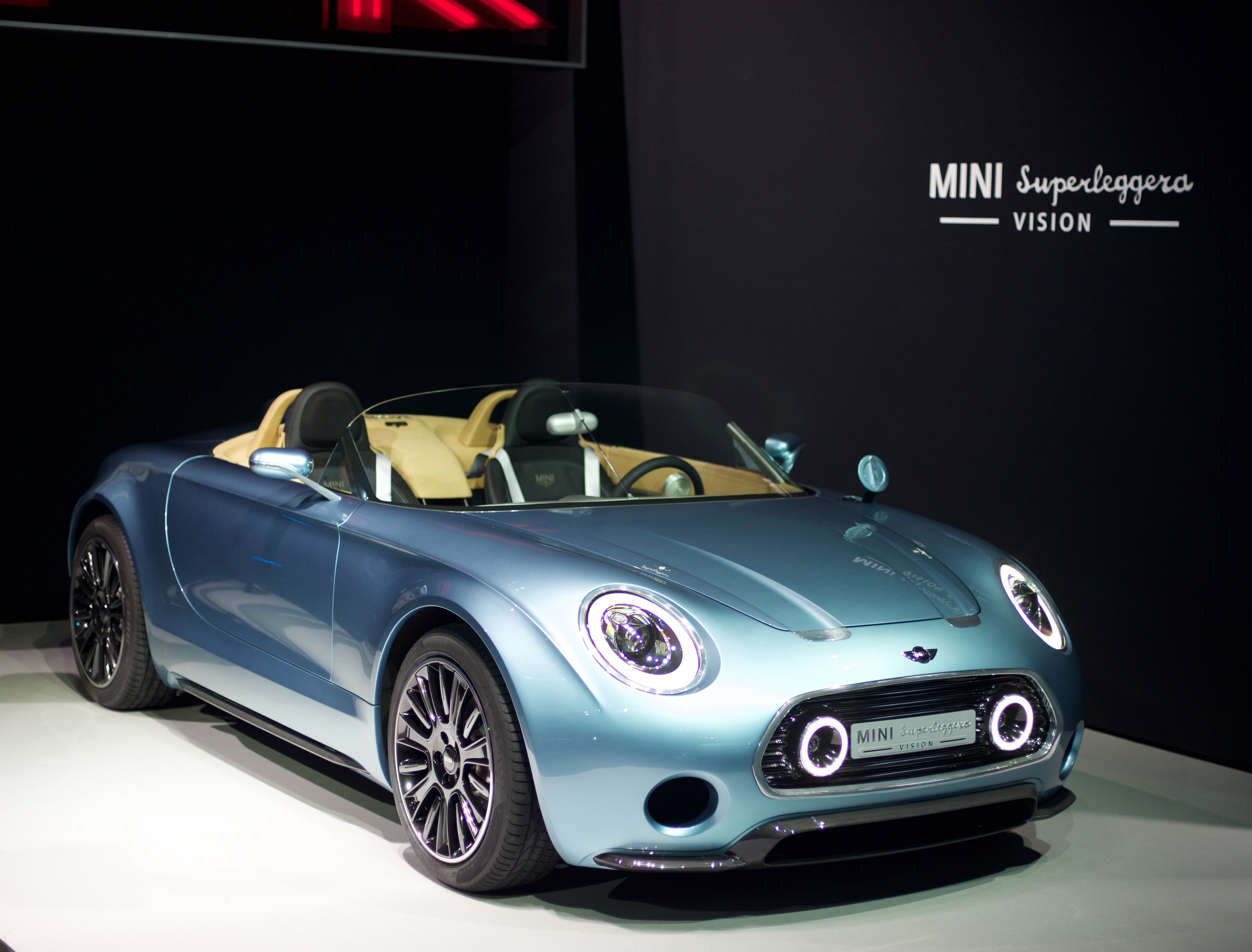
Superleggera Vision
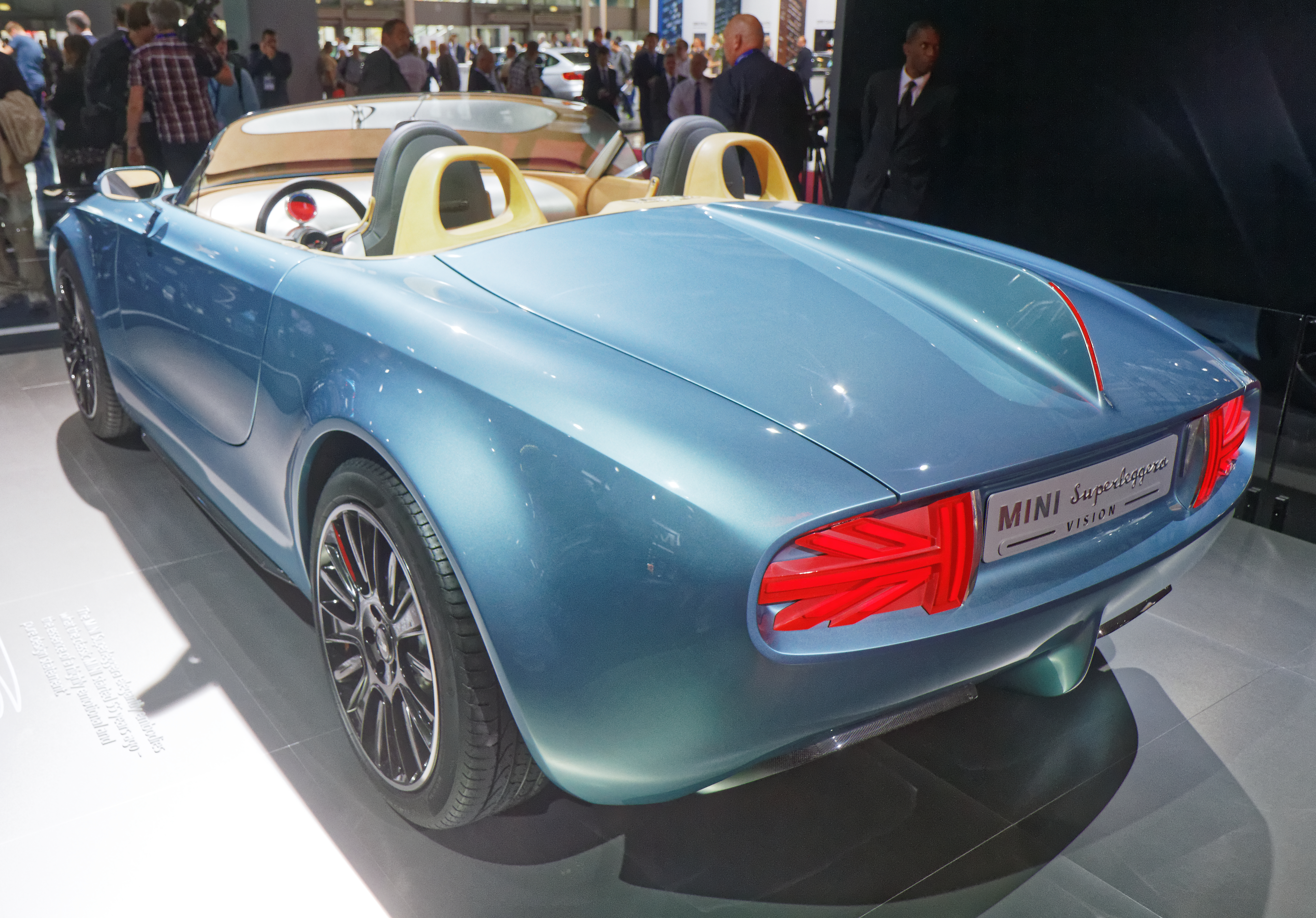
Superleggera Heckseitenansicht

### Mini John Cooper Works GP Concept
Auf der Internationalen Automobil-Ausstellung im September 2017 in Frankfurt am Main wurde das Konzeptfahrzeug Mini John Cooper Works GP Concept auf Basis des F56 präsentiert. Das Serienfahrzeug soll die Nachfolge des John Cooper Works GP aus dem Jahr 2013 antreten. Das Konzeptfahrzeug weist auf den Flanken die Nummer 0059 auf. Diese ist eine Reminiszenz an das erste Produktionsjahr des Ur-Mini. Die Rücklichter erinnern an den Union Jack.

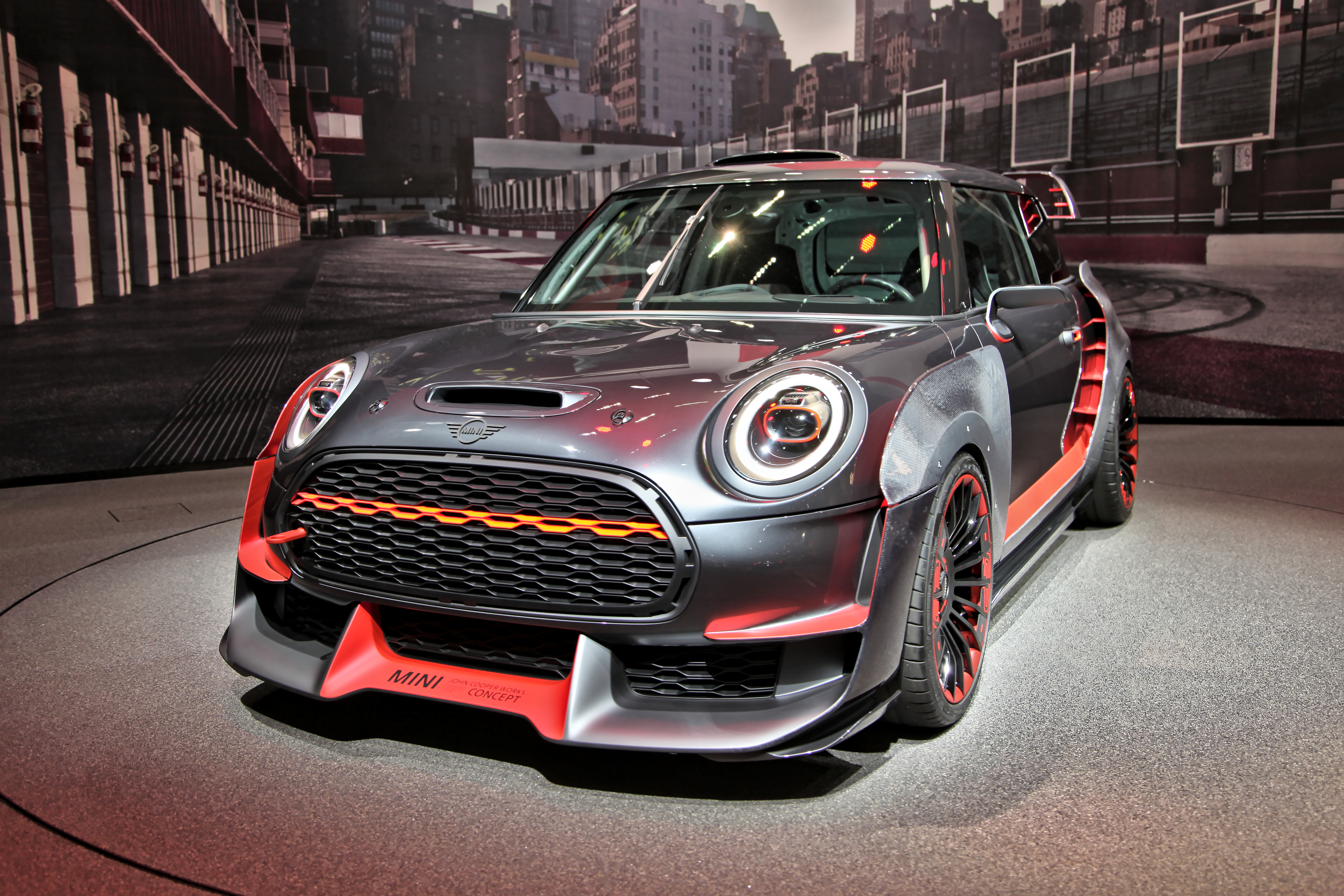
Mini John Cooper Works GP Concept auf der IAA 2017
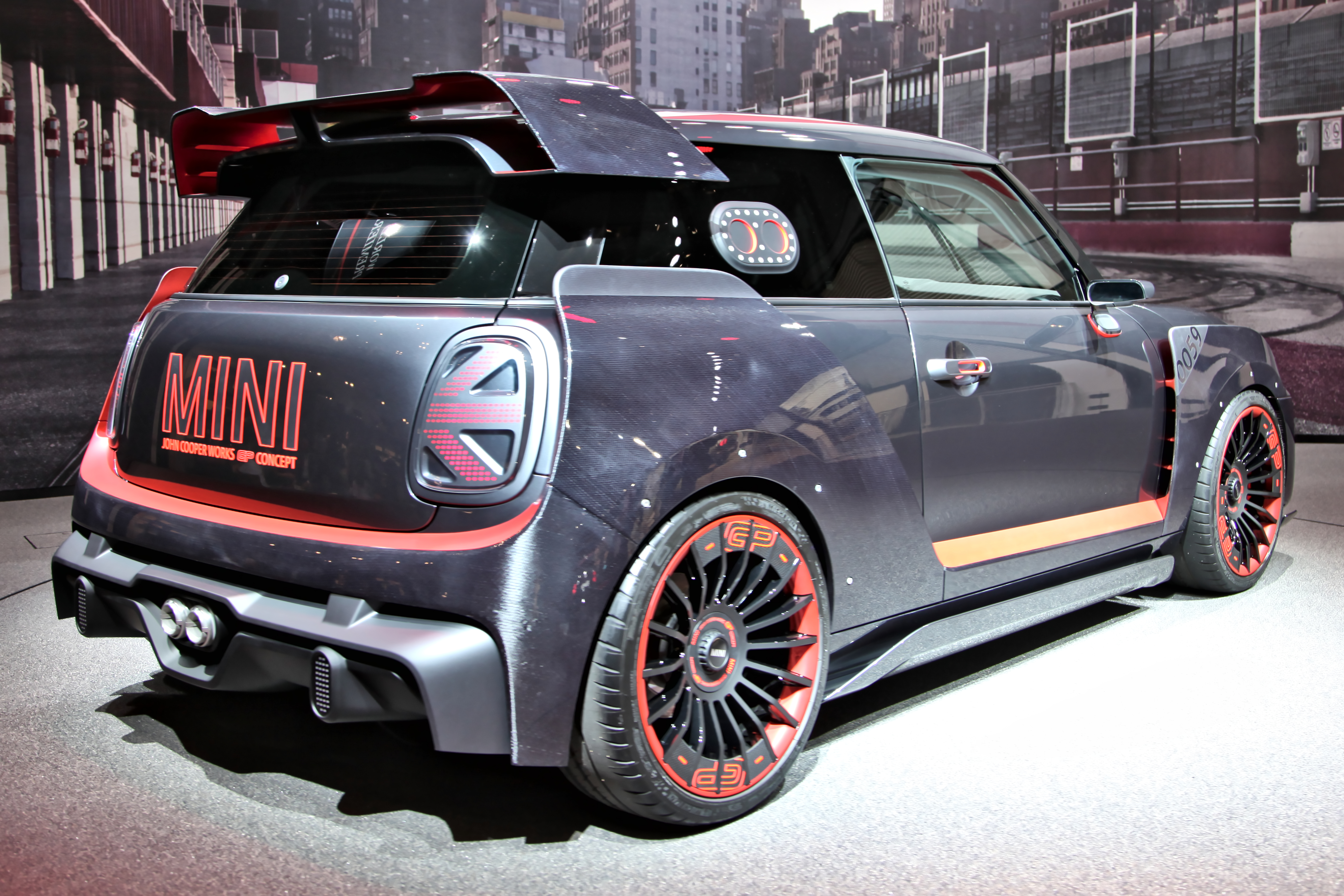
Heckansicht
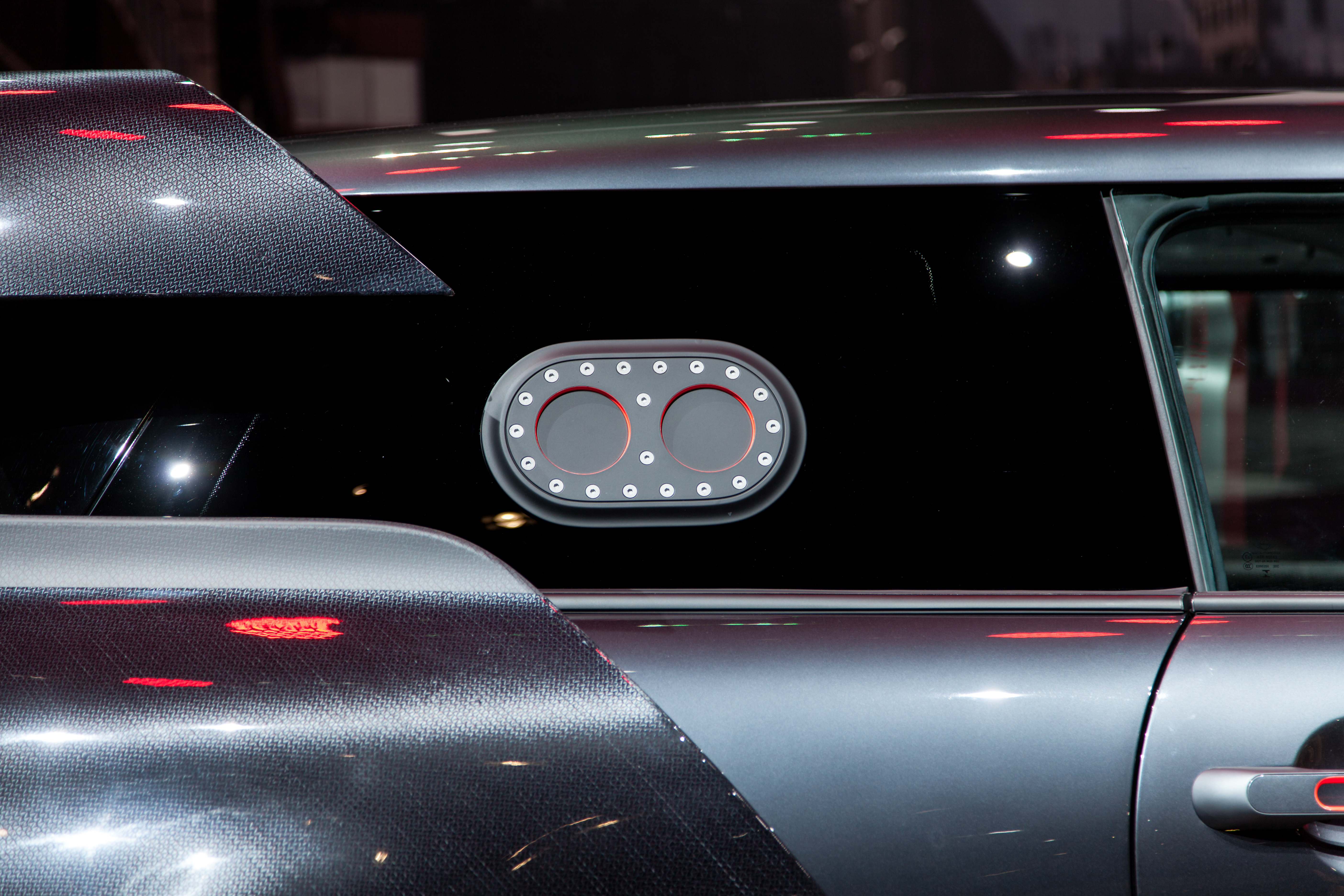
Einfüllstutzen